# Medina Azahara
Medina Azahara (en árabe: مدينة الزهراء‎, en árabe clásico Madīnat az-Zahrāʾ, con la imela Medīnat az-Zahrāʾ, «la ciudad brillante»), fue una ciudad palatina o áulica que mandó edificar en el siglo X el primer califa de Córdoba, Abderramán III, a unos 8 km a las afueras de Córdoba en dirección noroeste, a los pies de Sierra Morena.
Los principales motivos de su construcción son de índole político-ideológica: la dignidad de califa exige la fundación de una nueva ciudad, símbolo de su poder, a imitación de otros califatos orientales y sobre todo, para mostrar su superioridad sobre sus grandes enemigos, el recién instaurado Califato fatimí de Ifriqiya, la zona norte del continente africano. Además de oponentes políticos, lo eran también en lo religioso, ya que los fatimíes, chiíes, eran enemigos de los omeyas, mayoritariamente de la rama islámica suní. La construcción comenzó en los años 936-940 y continuó durante varias fases durante su reinado y el de su primogénito, al-Hakam II (r. 961-976). La nueva ciudad incluía un nuevo salón de recepciones (Salón Rico), una mezquita aljama, oficinas administrativas y gubernamentales, residencias aristocráticas, jardines, una ceca, talleres, zonas militarizadas y baños árabes. El suministro de agua se realizaba a través de acueductos. Sin embargo, tras la muerte de al-Hakam II, el nuevo dictador Almanzor (939-1002) trasladó el centro administrativo a su propia ciudad, Medina Alzahira, y durante la guerra civil de al-Ándalus, Medina Azahara fue destruida entre los años 1010 y 1013, siendo sus materiales reutilizados en otros lugares.
Las ruinas de la ciudad comenzaron a excavarse profesionalmente en 1911, siendo declaradas Bien de interés cultural en la categoría de Monumento desde el año 1923. Se han excavado solo 10 de las 112 hectáreas de la ciudad, aunque esta zona incluye los grandes palacios. El Museo de Medina Azahara se inauguró en octubre de 2009, siendo declarado el 1 de julio de 2018 como Patrimonio de la Humanidad de la Unesco. En 2019 recibió más de 285 672 visitantes, siendo uno de los espacios culturales más visitados de Andalucía, mientras que en 2020, debido a las restricciones de movilidad ocasionadas por la pandemia de COVID-19, las visitas se redujeron a 87 315 personas.

## Etimología
La leyenda popular, documentada por historiadores como al-Maqqari, sostenía que la etimología de la ciudad, az-Zahra' (o Azahara en castellano), provenía de la concubina favorita de Abderramán III y que existió una escultura suya en la entrada. A pesar de que la estatuaria era algo común en la ciudad, Marianne Barrucand sostiene que la existencia de dicha estatua sería muy improbable. Por otro lado, Felix Arnold argumenta una explicación más sencilla: que también significaba «la ciudad brillante» o «radiante», emulando a otras ciudades califales fundadas por los abasíes, como, por ejemplo, Madinat as-Salam, «la ciudad pacífica», la actual Bagdad; y las fatimíes Madinat al-Qahira, «la ciudad victoriosa», la actual El Cairo. Jonathan Bloom también apunta a una respuesta a los rivales de Abderramán, los fatimíes, debido a que esta dinastía declaraba que descendían de la hija de Mahoma, Fátima az-Zahra, «la radiante».

## Historia

### Contexto histórico

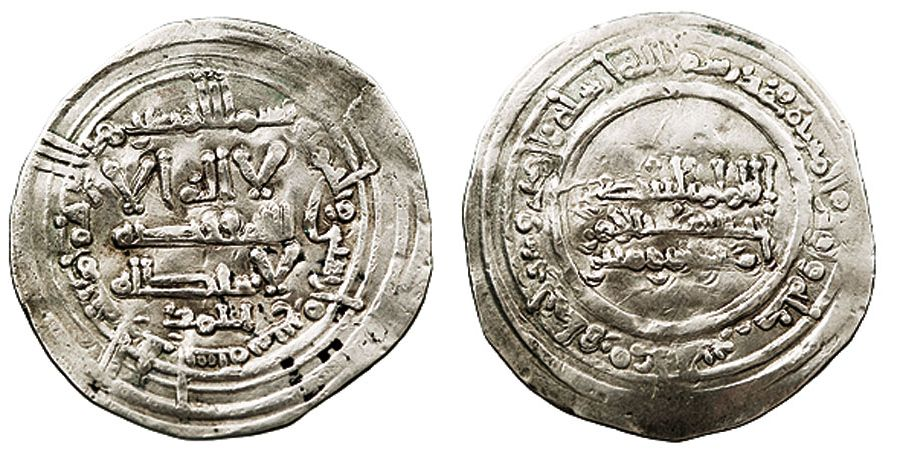
Dírham de Abderramán III emitido en Medina Azahara.

En el año 750 la dinastía de los Omeyas, que había gobernado el mundo islámico, fue derrocada del Califato de Damasco por los abasíes. Abderramán I el Emigrado, siendo miembro superviviente de los Omeyas, huye a Al-Ándalus proclamando el Emirato de Córdoba en 756 independiente de la nueva capital abasí, Bagdad. Sin embargo, Abderramán I nunca se proclamó califa, acto que sí realizó uno de sus sucesores, el octavo emir, Abderramán III, en el año 929, después de acabar con la inestabilidad política del emirato (principalmente la revuelta de Omar ben Hafsún), lo que conllevó el mayor esplendor político, social y económico de la España musulmana, haciendo de la ciudad de Córdoba la más avanzada de Europa y el asombro del mundo. La creación del Califato de Córdoba significó alzarse hasta el nivel de estado del Califato de Bagdad con todo lo que ello conllevaba, tanto religioso como político. Además, su proclamación como califa también se explica debido a la reciente creación del Califato fatimí en el norte de África unos años antes (909), quienes presentaban una amenaza para los intereses de Córdoba.
Antes de la creación de Medina Azahara, la residencia y centro del poder político de los emires omeyas se encontraba en el Alcázar andalusí, en el corazón de Córdoba, frente a la Gran Mezquita aljama. Muchos eruditos destacan la motivación de la nueva ciudad califal como un reflejo del nuevo estatus y grandeza de Abderramán III en torno a su califato. La creación de estas ciudades palaciegas también tiene precedentes entre los califas abasíes y fatimíes que se construyeron este tipo de urbes para sí mismos. Tras el intento fallido de levantar al-Madina, en el año 936 manda construir la fastuosa Medina Azahara junto a la capital, Córdoba. Surgida de la nada, la ciudad regia concentra todo el poder político del califato.

### Fundación de la ciudad

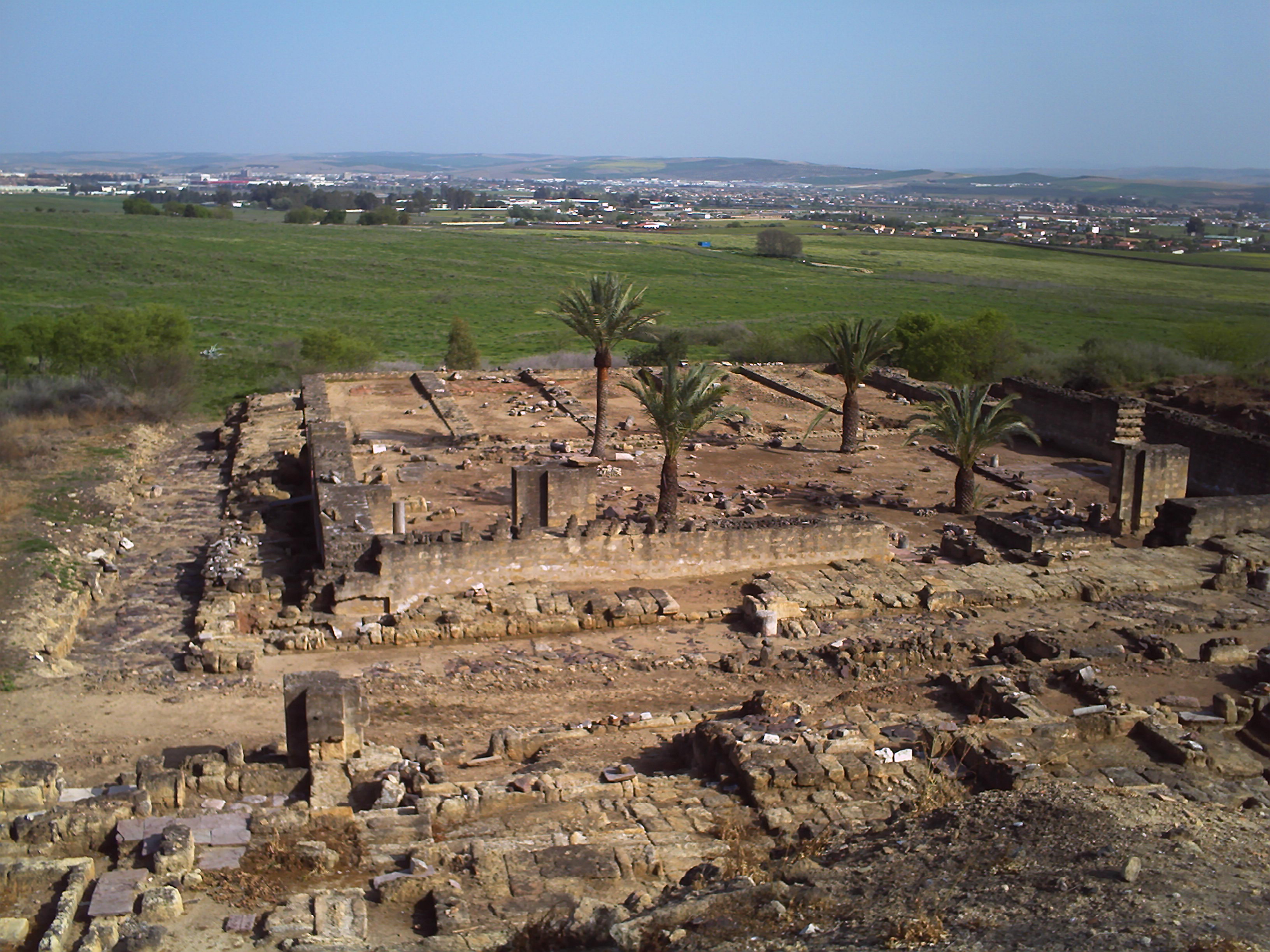
Vista panorámica de la mezquita aljama de Medina Azahara.

Aunque el origen de la ciudad no carece de elementos legendarios, se sabe que la construcción comenzó a finales del año 936 y se continuó durante los cuarenta siguientes, alcanzando los tiempos de su hijo y sucesor en el califato, al-Hakam II. El historiador del siglo XVI al-Maqqari nombra a Maslama ibn 'Abdallah como el alarife de la ciudad, aunque no está claro cómo de relevante fue su papel o qué porcentaje de planos diseñó. Los edificios de mayor calibre no comenzaron a construir hasta 940, y la evidencia sugiere a que se realizó por fases, con todo el proyecto general modificándose mientras que se ejecutaban los trabajos. La mezquita aljama fue consagrada en 941, mientras que en 945 se trasladó la corte a la ciudad y un año más tarde se pavimentó el camino entre la nueva ciudad y Córdoba. Finalmente, en 947 se trasladó el aparato de estado desde Córdoba, incluyendo la ceca o casa de la moneda (dar al-sikka). No obstante, la construcción de la ciudad continuó durante todo el reinado de Abderramán III, hasta 961, e incluso parte del reinado de su hijo Al-Hakam II (961-76). Asimismo, también participaron en los proyectos constructivos algunos oficiales de alto rango.
La ciudad se encontraba rodeada completamente de una muralla aprovisionada de torres. Sin embargo, hay evidencias de que únicamente los palacios estaban protegidos por una muralla al comienzo y que la muralla perimetral de la ciudad fue añadida tras la llegada de habitantes fuera del área aúlica. Abderramán III también ordenó obtener o importar antiguas columnas de mármol de otros lugares, para ser utilizadas como material de acarreo. Asimismo, al-Hakam II trasladó antiguas estatuas y sarcófagos para decorar las estancias.
Algunas estructuras que se han excavado e identificado del yacimiento arqueológico fueron construidas sobre otras anteriores que parecen pertenecer a una fase posterior a la construcción inicial de la ciudad. Las zonas conocidas actualmente como la Casa de Yafar y la Casa de los Pilares están edificadas sobre dos o tres pequeñas estructuras que ocupaban los mismos espacios. Además de albergar un tamaño más relevante, presentan características muy diferentes, como una planta semibasilical en la Casa de Yafar y un patio rodeado de una galería porticada en la Casa de los Pilares. Antonio Vallejo Triano, quien ha dirigido trabajos arqueológicos en la zona entre 1985 y 2013, ha datado la Casa de los Pilares de la década de 950. Del mismo modo, se cree que el Salón basilical superior, también conocido como dar al-yund («casa del ejército»), pertenece a esta cronología. La construcción del Salón Rico o Salón de recepciones de Abderramán III ha sido datado entre los años 953 y 957 gracias a las inscripciones encontradas en su decoración. La supervisión de este salón fue encomendada a Abdallah ibn Badr, el visir y oficial de alto rango del califa en aquella época. La decoración se ejecutó bajo el control del eunuco del califa Shunaif, aunque se desconoce si estuvo involucrado en el diseño del Salón Rico.
Basado en las evidencias de estas construcciones, Vallejo Triano destaca que se hizo una remodelación significativa del complejo palaciego en la década de 950. Este cambio produjo edificios más amplios y monumentales que hacían uso de pórticos, arcadas y otros diseños basilicales. Estas estructuras a menudo se construían sobre otras previas y de carácter más modesto, por lo que eran diseñadas para aumentar la ostentación del califa a través de la arquitectura de su ciudad. Vallejo Triano argumenta que este periodo también coincidiría con una reorganización estatal de Abderramán III en 955, evidenciada por fuentes históricas como Ibn Idhari. Asimismo, Abderramán se estaría informando de los ricos palacios y elaboradas ceremonias en la corte de la nueva capial fatimí, Mahdia, y la capital bizantina de Constantinopla. Por ejemplo, algunos de los emisarios de Abderramán al emperador bizantino traían esculturas doradas de bronce, fuentes de mármol decoradas con figuras animales y otros elementos decorativos arquitectónicos. Esta creciente preocupación por otras cortes imperiales y el anhelo de Abderramán de igualarse a ellas explica este incremento en la complejidad de las ceremonias y los protocolos de la corte del califa en esta época, a la que las fuentes históricas atribuyen gran importancia, junto a un incremento en la arquitectura de nuevos edificios.
Vallejo Triano también aclara que la construcción de la Casa de Yafar se produjo de manera más tardía a la de la década de 950 debido a que su decoración parece estar más avanzada. Esta hipótesis refuerza una anterior del arquitecto Félix Hernández Giménez que indicaba que esta residencia fue construida para Yafar al-Siqlabi, hayib de al-Hakam II entre 961 y 971, a quien se debe su denominación. Asimismo, esta sería la única gran estructura de Medina Azahara realizada durante el reinado de al-Hakam II.

### Vida y gobierno en la ciudad palaciega
Los palacios albergaban a los allegados del califa, entre ellos un gran número de concubinas. Los residentes tenían a su disposición a un gran grupo de esclavos, incluyendo eunucos, la mayoría de orígenes europeos. La ciudad también contenía una sala de audiencias (el Salón Rico), edificios gubernamentales, talleres de artesanía que producían productos de lujo, las viviendas de oficiales de alto rango y, en los niveles inferiores de la ciudad, mercados y distritos residenciales para los obreros. La ciudad disponía de un gerente, un juez y un jefe de la guardia. Durante el reinado de al-Hakam II, existió una biblioteca que, según algunas fuentes, llevó a albergar cientos de miles de volúmenes escritos en árabe, griego y latín. La mezquita aljama y otras mezquitas de barrio proporcionaban un servicio religioso.
Los palacios estaban amueblados con sedas, tapices y otros objetos considerados de lujo. Muchos de estos artefactos se fabricaban en los talleres oficiales y eran entregados como presentes y han acabado en colecciones de museos y catedrales cristianas. Algunos historiadores describen en sus crónicas estos palacios, como al-Maqqari, quien escribe sobre una sala abovedada en el palacio que contenía una alberca de mercurio líquido que reflejaba la luz y producía una sensación de movimiento debido a las ondas solares, a pesar de que esta ubicación no ha sido evidenciada por los arqueólogos.
El nuevo califato también desarrolló una creciente cultura en torno a los protocolos en la corte y la figura del califa. Se celebraron fastuosos festejos y recepciones para impresionar a los embajadores extranjeros. De hecho, la organización de la ciudad parece incluir un camino específico a seguir por estos dignatarios extranjeros hasta la sala de audiencias del califa, que se encontraba precedida por jardines y fuentes con vistas hacia el resto de la ciudad y el valle más abajo. El mismo califa se mostraba sentado en el fondo de la sala de audiencias, rodeado de cortesanos y oficiales, con una arquitectura diseñada para destacar su posición. A pesar de que el califa se mostró cada vez más distante en este tipo de actos, estos protocolos no evolucionaron hasta el punto de no mostrarse en público, tal y como sí hicieron los fatimíes en África, cuyos califas se mantuvieron ocultos tras un velo.
Varios miembros de la familia del califa, o incluso la élite enriquecida, construyeron sus propias villas y palacios en zonas rurales alrededor de Córdoba durante este periodo de prosperidad del siglo X. Esta tradición existía desde los primeros momentos del Emirato y posiblemente tenía su origen en las antiguas villas romanas. De hecho, el califa a veces ordenaba que ciertos miembros de la familia ocuparan estas villas con el objetivo de distanciarlos del poder central de Medina Azahara, garantizándoles un sueldo generoso para que no causaran ningún problema.

### La Medina Alzahira de Almanzor

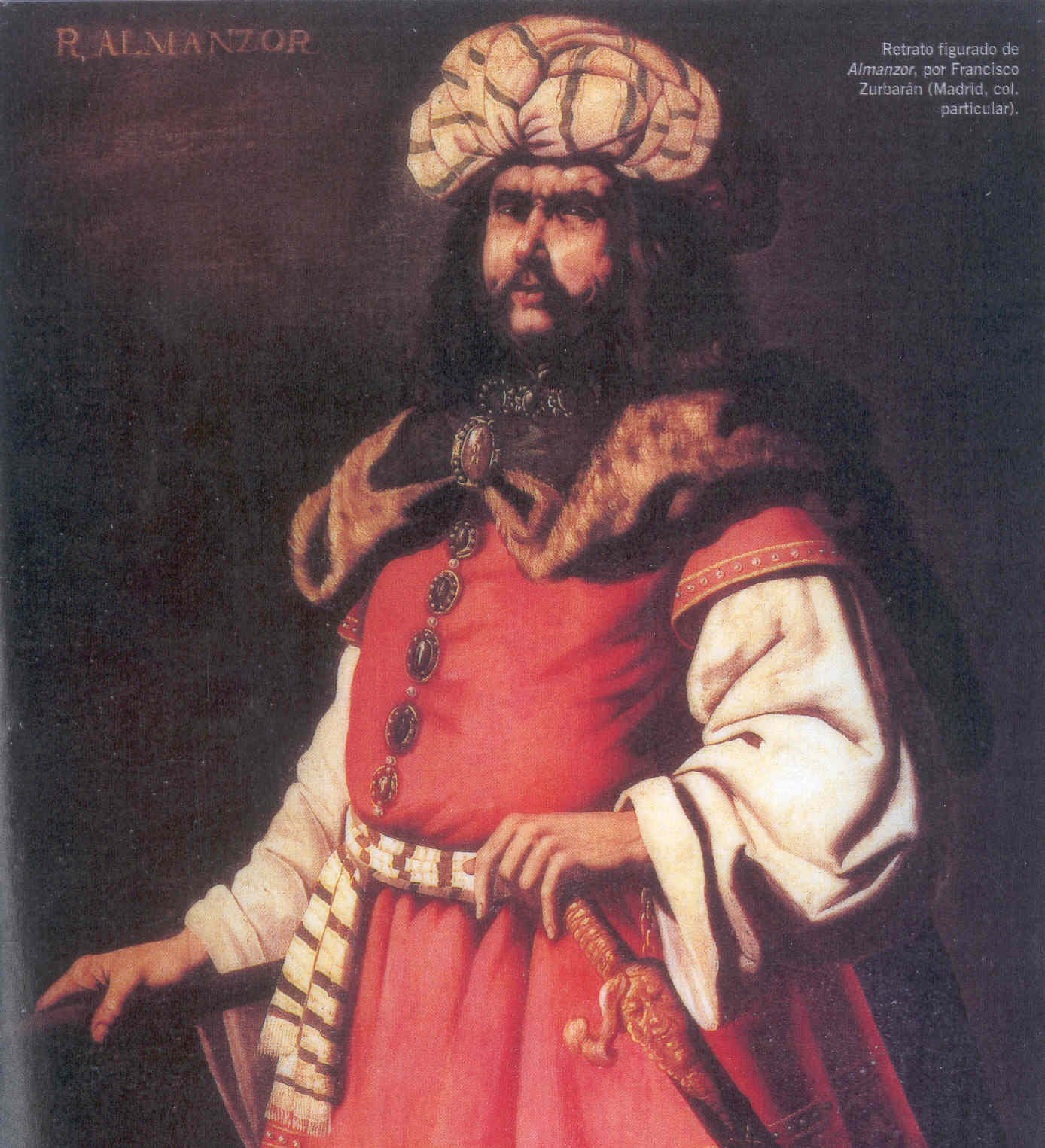
Almanzor (según retrato imaginario de Zurbarán) trasladó la corte a Medina Alzahira, provocando la primera oleada de abandono de Medina Azahara en el año 978-79.

Cuando al-Hakam II falleció en 976, fue sucedido por su hijo Hisham II, quien tenía minoría de edad y ninguna experiencia política. Por consiguiente, el poder político fue asumido de facto por Ibn Abi Amir, quien consiguió apropiarse de los cargos de háyib y visir, y adoptó el título real de Almanzor, «el victorioso». En 978 o 979, tras haber asegurado el control estatal, ordenó la construcción de un nuevo palacio cuyos restos nunca han sido encontrados. De hecho, se especula con que podría encontrarse al este de Córdoba y que rivalizaría con Medina Azahara, adquiriendo un nombre muy parecido: Medina Alzahira, que fue construido en tan solo dos años. Almanzor trasladó la sede de poder lejos de los antiguos palacios omeya y confinó al joven califa Hisham II en el antiguo Alcázar andalusí de Córdoba.

### Destrucción y abandono
Tras la muerte de Almanzor en 1002, su primogénito Abd al-Malik al-Muzaffar lo sucedió en el poder. Cuando al-Muzaffar falleció en 1008, su hermano Abderramán, también conocido como Sanchuelo, accedió al poder. Sanchuelo no tuvo la destreza política de su padre y su hermano, e intento arrebatar el título de califa de Hisham II, evento que suscitó una fuerte oposición. En un intento de evitar esta controversia, marchó enseguida hacia una campaña militar contra los reinos cristianos del norte; cuando cruzó la frontera de los reinos cristianos en febrero de 1009, sus opositores entraron en el antiguo alcázar y forzaron a Hisham II a abdicar en otro miembro de la dinastía Omeya, Muhammad. Al mismo tiempo, en Medina Alzahira, el palacio construido por Almanzor, cuyos restos arqueológicos no ha sido localizados en la actualidad, como sede de poder, fue saqueado y destruido.
Los siguientes años fueron caóticos y resultaron en grandes confrontaciones violentas y cambios de régimen entre distintas facciones, hecho conocido como la Fitna de al-Ándalus. Transcurridos unos ochenta años de la fundación de la ciudad, todo este conjunto monumental y fastuoso quedó reducido a un inmenso campo de ruinas, pues fue destruido y saqueado por los bereberes entre 1010 y 1013 como consecuencia de la guerra civil (o fitna) que puso fin al Califato de Córdoba. Después de la caída del Califato que trajo su destrucción, el saqueo y desmantelamiento de la ciudad palatina prosiguieron en siglos sucesivos, pues fue utilizada como cantera artificial para la construcción de otras edificaciones posteriores en la ciudad de Córdoba, cayendo progresivamente en el olvido hasta que desapareció, en una fecha imprecisa, del ideario colectivo. Los restos arqueológicos no volvieron a ser identificados hasta el siglo XIX y las excavaciones comenzaron en 1911.

## Nacidos en Medina Azahara
A pesar de su corto período de existencia, Medina Azahara vio nacer a algunos personajes ilustres de la época:
- Abulcasis, conocido por ser considerado el padre de la cirugía moderna.
- Lubna de Córdoba, poetisa e intelectual andalusí.

## Redescubrimiento y excavaciones

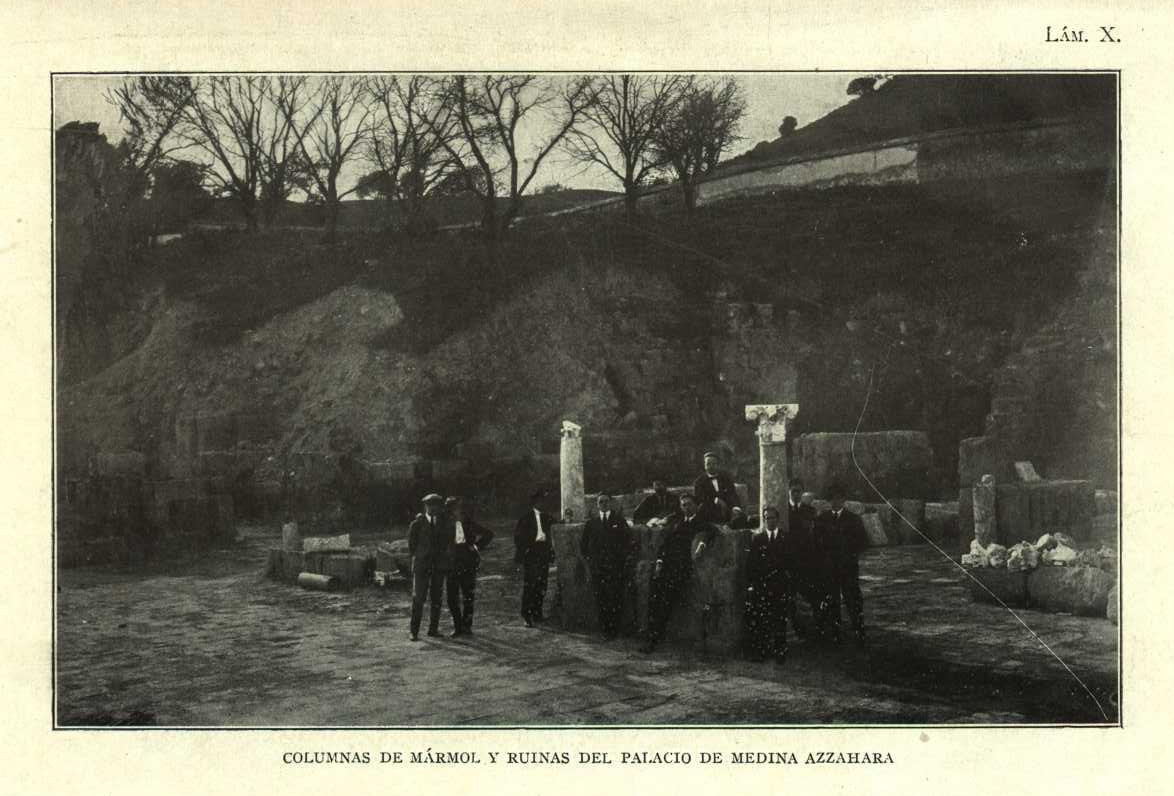
Equipo de arqueólogos durante los trabajos de excavación del.

Antes del redescubrimiento de Madínat al-Zahra, la ladera donde se sitúa el yacimiento era conocida como Córdoba la Vieja, ya que durante el Medievo se pensaba que sobre este punto se levantaba la primera Córdoba romana erigida de manera rápida y semiprovisional por el pretor Claudio Marcelo y que, más tarde, y por motivos de salubridad, se trasladaría a las orillas del Guadalquivir. La razón de esta original creencia sobre una Córdoba fundacional era debida a la gran cantidad de piezas arquitectónicas esparcidas por los alrededores de la ladera, restos que se multiplicaban sin cesar con solo levantar un palmo de tierra.
Sería a partir del siglo XVI, en pleno renacimiento, cuando los humanistas empezaron a discutir sobre el verdadero origen de la denominada como Córdoba la Vieja, aunque no fue hasta el siglo XVII cuando Pedro Díaz de Rivas intuyó que sobre la Córdoba actual se encontraban demasiados restos romanos cuando se procedía a maniobrar sobre algún terreno, lo que evidenciaban su origen latino, y que por tanto, lo que realmente había bajo el suelo de lo que llamaban Córdoba la Vieja no era una ciudad romana, sino el castillo musulmán de Abderramán III. Pese a esta inteligente evidencia, el debate no se dio por concluido. En los últimos años el yacimiento de Medina Azahara está siendo sometido a unas intensas labores de restauración que pretenden, pese a las grandes pérdidas de materiales por parte de los expolios medievales y posteriores (sirva como ejemplo el llamado Arco de Medina Azahara actualmente conservado el expolio en el Museo Diocesano de Tarragona) en Cataluña, devolverle el esplendor perdido con el que asombró a todos los que la visitaron durante la Edad Media, cuando Medina Azahara era sede uno de los centros gubernamentales más importantes del mundo.

### SigloXX

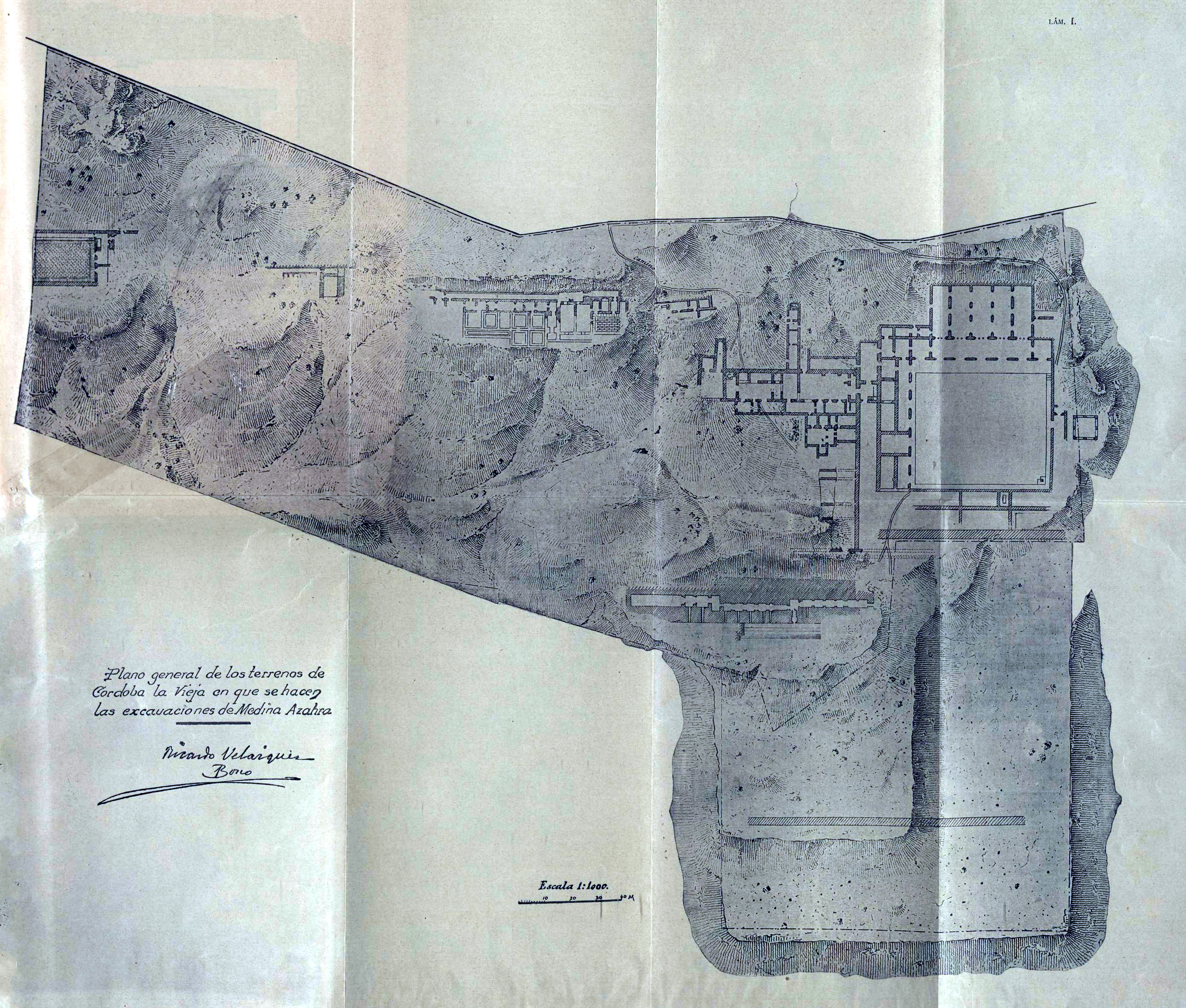
Plano general de los terrenos de Córdoba la Vieja en que se hacen las excavaciones de Medina Azahara, realizado por el arquitecto Ricardo Velázquez Bosco.

No sería hasta los primeros años del siglo XX, concretamente en 1911, durante el reinado de Alfonso XIII, cuando las primeras excavaciones comenzaron de manera oficial, despejando cualquier tipo de duda al respecto, si es que todavía la había, de lo que yacía bajo el suelo. A partir de este momento, y hasta el largo parón producido por la Guerra Civil, las excavaciones se fueron produciendo con regularidad. Los trabajos comenzaron por los puntos donde las ruinas eran más evidentes, lo que se entendía como el eje central del conjunto califal. Desde este momento y hasta la muerte en 1923 de Ricardo Velázquez Bosco, arquitecto responsable de la excavación, se hicieron unas catas consistentes en zanjas paralelas de norte a sur para delimitar el perímetro de la ciudad, un ambicioso objetivo que no se alcanzó. En febrero de 1939, ya en el final de la guerra, la aviación republicana detectó el uso de una parte de Córdoba la Vieja (conocida como Suerte Chica) como campo de concentración franquista; operó hasta finales de noviembre de 1939 y llegó a congregar a unos 4000 prisioneros, siendo rebautizada la zona desde entonces por los lugareños como Suerte de los Prisioneros.

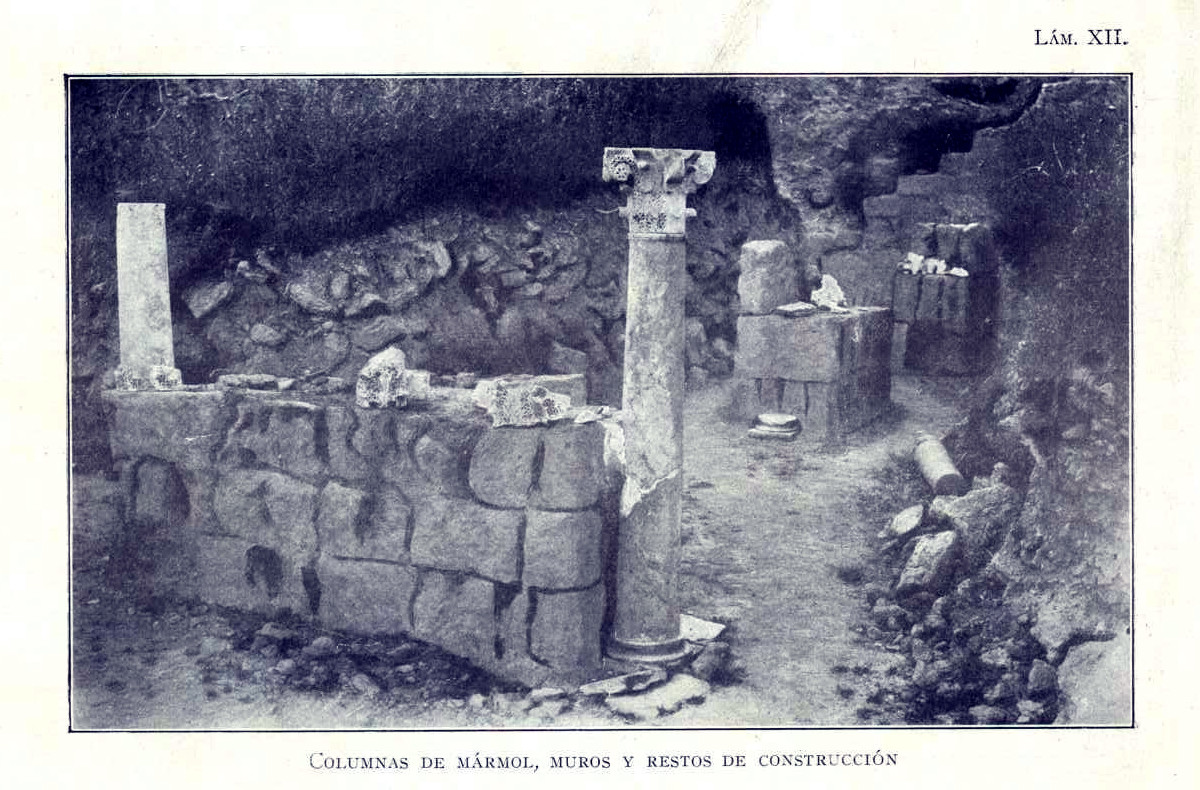
Restos arqueológicos excavados en una fotografía de principios del.

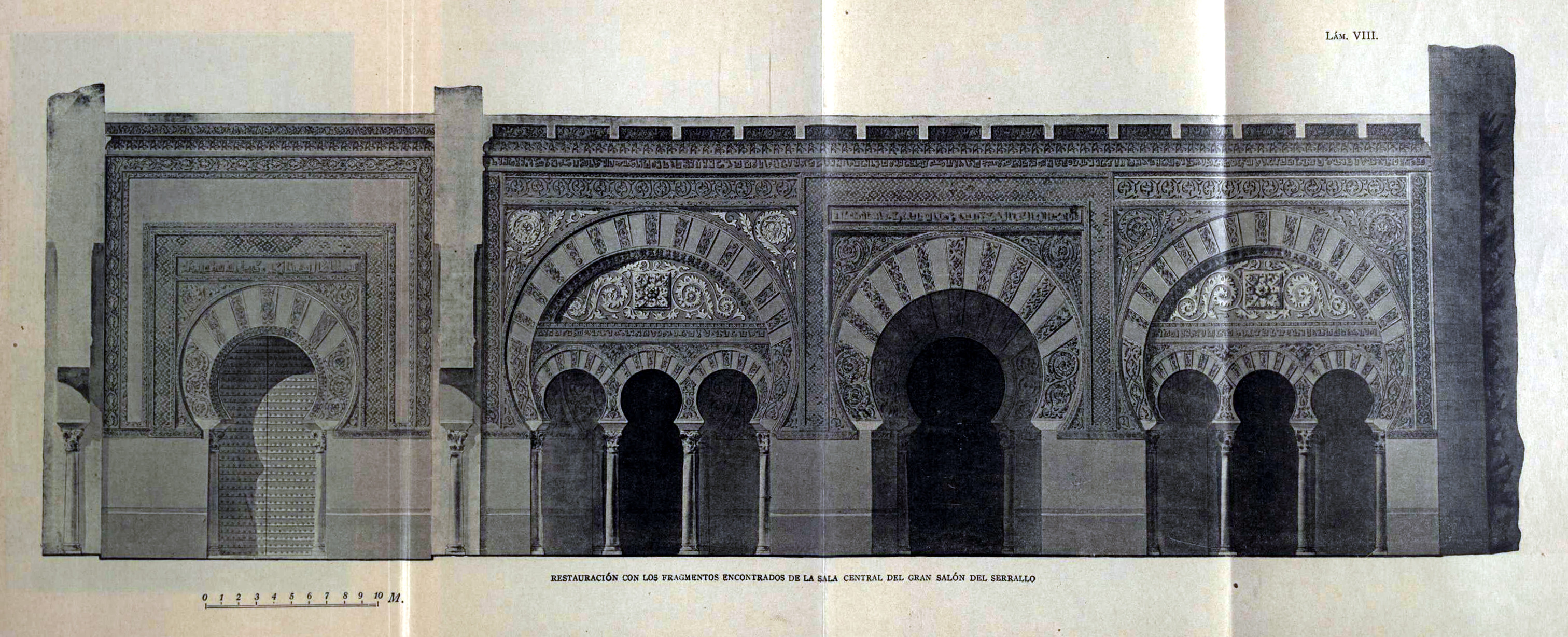
Primeros bocetos de recreación del interior de la casa militar o edificio basilical.

A partir de 1944, tras el fin del conflicto bélico, se vuelven a reanudar las campañas arqueológicas tras unos años de parón, destacando las realizadas por el arquitecto Félix Hernández que excavó la parte central del alcázar con una superficie de unas 10,5 hectáreas, definiendo las líneas básicas del urbanismo del palacio y acometiendo, también, importantes restauraciones como las realizadas en el Salón Rico de Abderramán III. En 1985, tras la creación de las autonomías unos años antes, la gestión del recinto pasa a manos de la Junta de Andalucía, organismo que a partir de este momento se encargaría de la tarea de proseguir con los trabajos de excavación y recuperación.

### SigloXXI
Actualmente se ha excavado solo un 10 % del total de la superficie intramuros de la ciudad, correspondiendo al núcleo central del alcázar, aunque los últimos trabajos de excavación realizados en el yacimiento durante los últimos años se están centrando por primera vez en áreas no correspondientes al complejo palaciego. Concretamente, las nuevas campañas arqueológicas que arrancaron a partir del mes de abril de 2007 se han ido sucediendo con nuevos hallazgos que han hecho replantearse las dimensiones del conjunto, centrándose especialmente sobre el sector sur de las murallas de la ciudad, un punto donde están apareciendo los hallazgos más importantes de las últimas décadas. Así, campaña tras campaña, la nueva morfología y concepción que se tenía sobre la ciudad va cambiando poco a poco. En noviembre de 2007 apareció un hallazgo excepcional, una mezquita situada a más de un kilómetro de la zona noble de la ciudad, más tarde se localizó una impresionante calzada islámica, única en su género en España, así como las plantas de lo que se intuyen como barriadas de viviendas destinadas a la clase popular, junto a las que se encontraron innumerables fragmentos de restos cerámicos de uso cotidiano. También se está tratando de averiguar, con la mayor rigurosidad posible, la verdadera extensión de la ciudad, una extensión que se intuye pero que los especialistas quieren cerrar, mediante estas investigaciones, de manera definitiva.

#### Campañas de restauración (2001-2004)
Entre las intervenciones más destacadas del conjunto destacan las realizadas sobre la denominada zona del alcázar. La casa de Yafar, donde se cree que habitó el primer ministro del califa fue una de las restauraciones integrales más exitosas que se han hecho en el yacimiento. Se llevó a cabo la delimitación de la vivienda después de hacer una exhaustiva investigación sobre el mármol, donde se recuperaron más de 200 losas de pavimento, pinturas murales, una pila y sobre todo, la portada monumental. También se intervino sobre la llamada casa de la Alberca, donde se cree que podrían haber estado las dependencias del príncipe heredero, y donde se ha estudiado con gran precisión el baño de cara a una futura restauración.

#### Restauración del Salón Rico (desde 2009)
Las intervenciones planeadas en el Salón Rico consisten en tres fases. La primera fase fue adjudicada por la Junta de Andalucía a la empresa Estudio Métodos de la Restauración S.L. con un presupuesto de 1 099 400 euros. Esta primera fase comenzó en febrero de 2009, fecha en que se cerró la entrada al público. El objetivo de la misma era resolver el problema de humedades del edificio, que ya se había intentado solucionar en el año 2001 con el acristalamiento de la arquería de acceso. También entraba dentro de esta fase la sustitución del suelo de cemento por uno de mármol, procedente de la cantera de Estremoz (Portugal) tal como el que había originalmente. Esta fase quedó en suspensión debido a irregularidades en la adjudicación de las obras.
En diciembre de 2009 comenzó la recuperación de la alberca situada frente al salón que, una vez concluida su restauración seis meses más tarde, se le añadió la tan característica lámina de agua andalusí, recuperando de este modo el primer complejo hidráulico de la ciudad palatina.
En marzo de 2014 comenzó la segunda fase, sin haberse realizado la primera, con el objetivo de catalogar, limpiar y consolidar los más de 5000 atauriques para su posterior reposición sobre los muros en sus posiciones originales. La World Monuments Fund iba a aportar 600 000 euros para acometer estas obras. No obstante, esta fase quedó paralizada hasta el 30 de diciembre de 2020, cuando la consejería de Cultura y Patrimonio Histórico de la Junta de Andalucía anunció el inicio de las obras de la fachada principal del Salón Rico, una vez «desbloqueado» el acuerdo con la World Monuments Fund, cuya financiación asciende a un valor de 125 000 euros por parte de esta organización privada. Se cree que esta restauración concluirá a finales de 2022.

## Geografía
Está situada a unos 8 kilómetros al oeste de Córdoba, en las últimas estribaciones de Sierra Morena, en la ladera del Yabal al-Arus, frente al valle del Guadalquivir y orientada de norte a sur, sobre un espolón de la sierra, entre dos barrancadas, que se adentra en la campiña que se encuentra Medina Azahara o Madínat al-Zahra. Fue elegida por los extraordinarios valores del paisaje, permitiendo desarrollar un programa de construcciones jerarquizadas, de tal manera que la ciudad y la llanura extendida a sus pies quedaban física y visualmente dominadas por las edificaciones del alcázar. Su implantación en el territorio generó una red viaria e infraestructuras hidráulicas y de abastecimiento para su construcción, conservada en parte hasta la actualidad en forma de restos de caminos, canteras, acueductos, almunias y puentes.
Aprovechando perfectamente el desnivel del terreno, la ciudad palatina de Medina Azahara fue distribuida en tres terrazas; el recinto de la ciudad adopta un trazado rectangular, frente a la idea laberíntica y caótica característica del urbanismo musulmán. De 1500 m de lado en sentido este-oeste y unos 750 m de norte a sur, se ve tan solo deformado en el lado norte por las necesidades de adaptación a la difícil topografía del terreno. La topografía jugó un papel determinante en la configuración de la ciudad. Su emplazamiento sobre la falda de Sierra Morena permitió diseñar un programa urbano, en el que la ubicación y la relación física entre las distintas construcciones resultaran expresivas del papel de cada una de ellas en el conjunto del que forman parte: El palacio se ubica en la parte más alta, escalonando sus edificaciones por la ladera de la montaña, en una situación de clara preeminencia sobre el caserío urbano y la mezquita aljama, extendidos por la llanura.

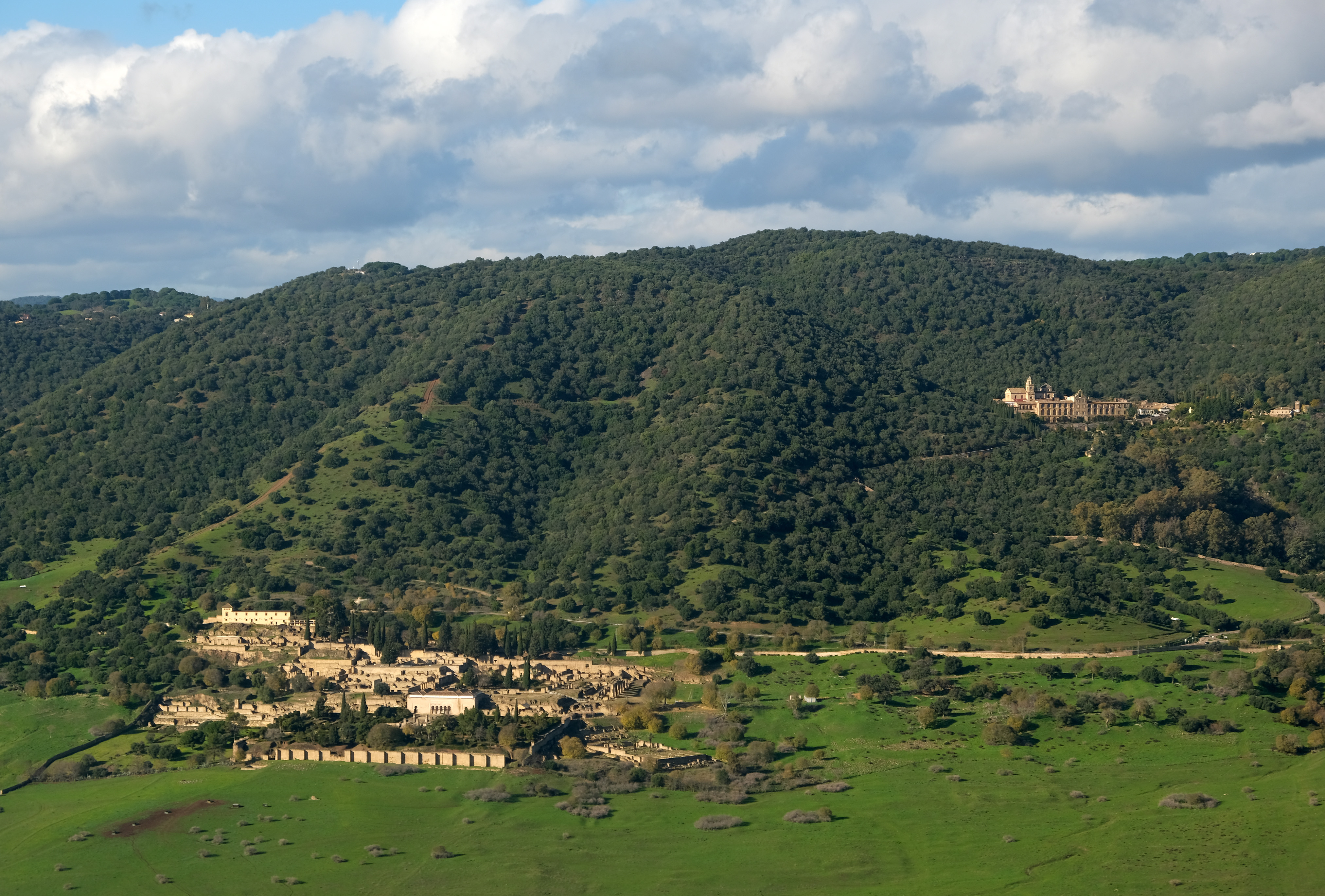
Vista aérea de Medina Azahara sobre Sierra Morena. A la derecha se observa el monasterio de San Jerónimo de Valparaíso.

Siguiendo la disposición en terrazas encontramos que la primera corresponde a la zona residencial del califa, seguido por la zona oficial (Casa del Ejército, cuerpo de guardia, Salón Rico, dependencias administrativas, jardines...) para finalmente albergar a la ciudad propiamente dicha (viviendas, artesanos...) y la mezquita aljama, separadas de las dos terrazas anteriores por otra muralla específica para aislar el conjunto palatino. La investigación ha revelado una morfología urbana caracterizada por la existencia de grandes áreas no edificadas, vacíos que se corresponden con todo el frente meridional del alcázar, garantizando así su aislamiento y el mantenimiento de su apertura visual sobre el paisaje de la campiña creando un paisaje idílico y ajardinado con arriates, como lo describe el poeta cordobés Ibn Zaydun. De hecho, los únicos espacios edificados en este nivel inferior son dos amplias franjas extremas: la occidental, con una trama urbana de ordenación ortogonal, y la oriental, con un urbanismo menos rígido.

## Arquitectura
Debido a la topografía del suelo, que se encuentra en pendiente, la ciudad se construyó sobre tres terrazas superpuestas, que correspondían a tres partes de la ciudad separadas por muros. La residencia califal dominaba toda el área desde la terraza superior situada al norte. La explanada media albergaba la administración y las viviendas de los más importantes funcionarios de la corte. La inferior estaba destinada a la gente del pueblo y los soldados, allí se encontraban la mezquita, los mercados, los baños y también los jardines públicos.

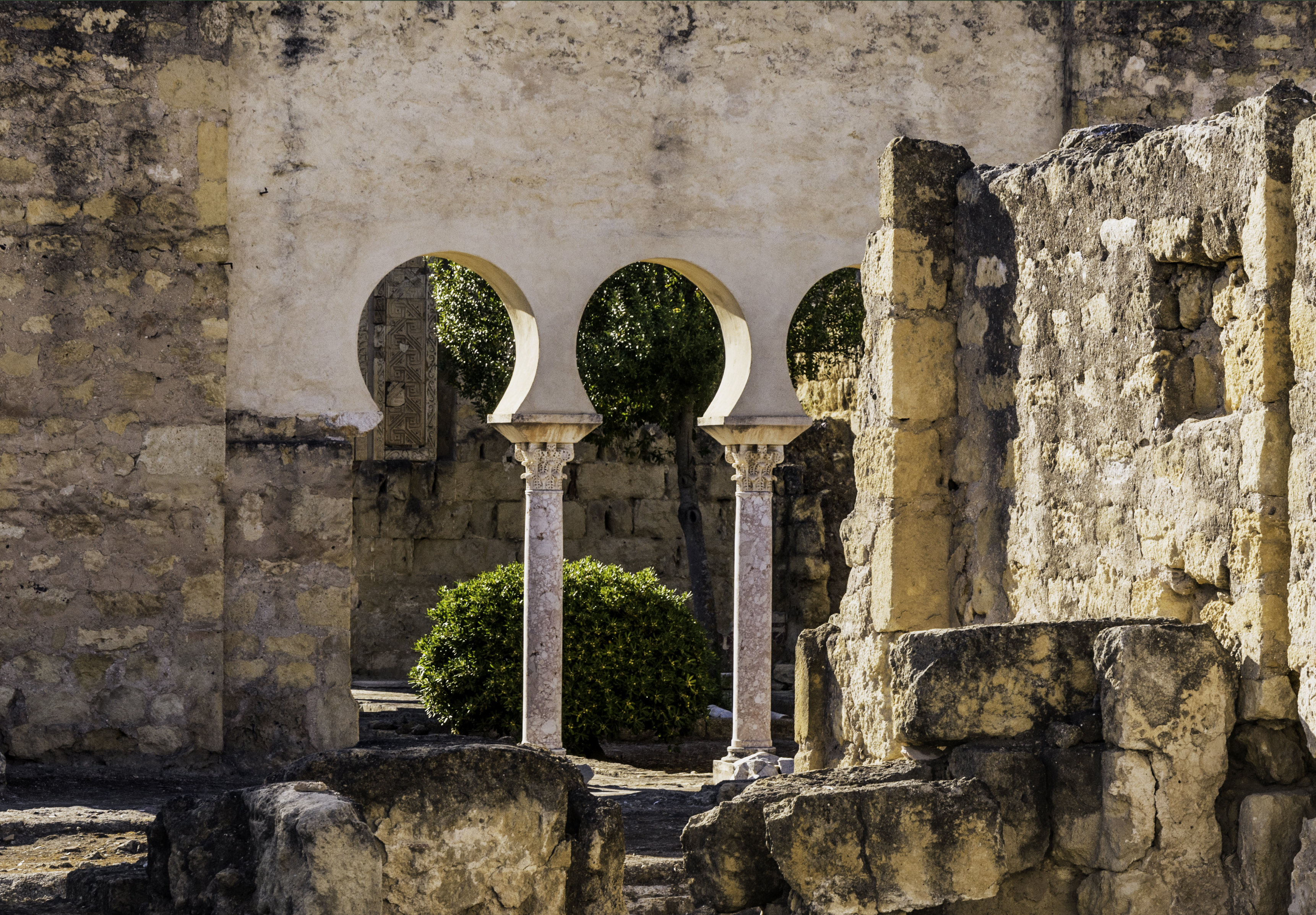
Arcos en Medina Azahara

Se advierte también una notable separación entre los espacios públicos y los privados, aun ofreciendo ambos sectores un esquema similar: un espacio abierto, porticado, actúa como antefachada monumental de una puerta de reducidas dimensiones en la que se inicia una calle o corredor quebrado que va alcanzando a los distintos salones. Los espacios más deslumbrantes son los integrados en la zona oficial, destinada a la actividad política y a la recepción de personalidades extranjeras, sobre todo los Salones de Embajadores, que son dos: el Salón Occidental y el Salón Oriental, asociados ambos a sus correspondientes jardines.

### Gran Pórtico
El Gran Pórtico era la entrada oriental al recinto del alcázar, situada frente a la plaza de armas. Originalmente estaba constituido por quince arcos, siendo el arco central herradura y los otros catorce arcos escarzanos. Posteriormente fue remodelado, eliminándose varios de los arcos más septentrionales del pórtico. El pórtico tenía unas dimensiones aproximadas de 111,27 metros de largo, 2,92 metros de ancho y 9,46 metros de alto.

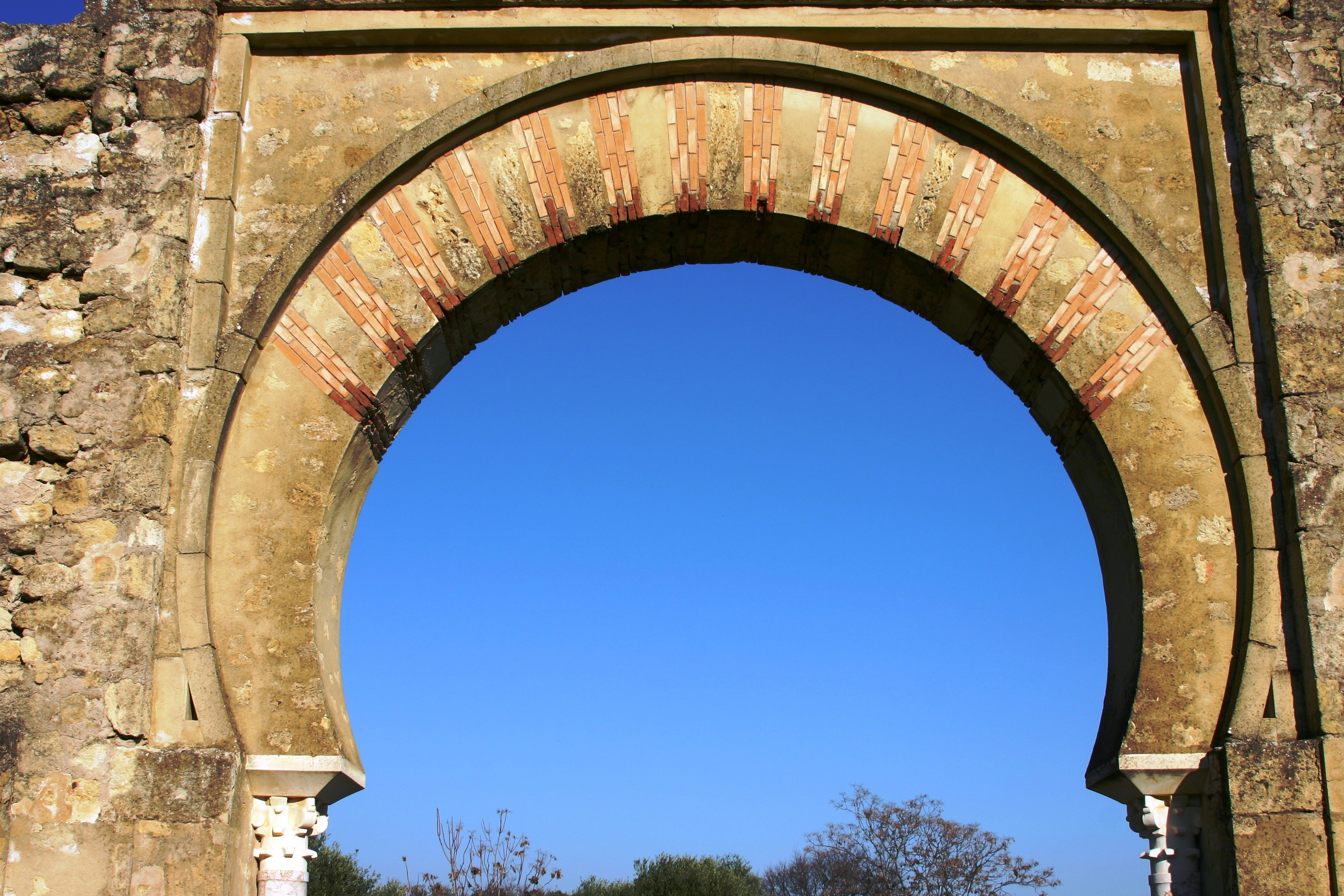
Arco central en herradura.
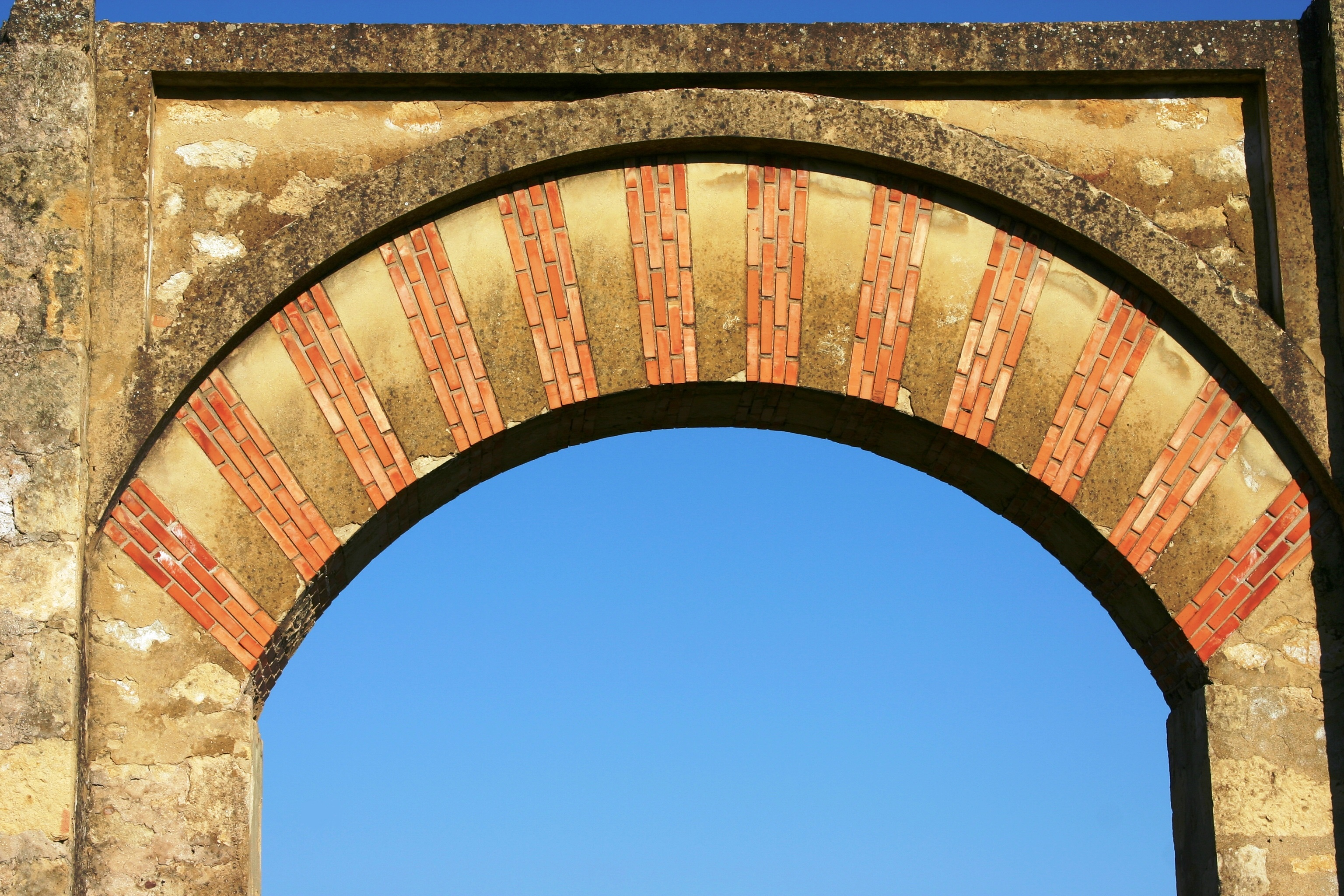
Arco lateral escarzano.
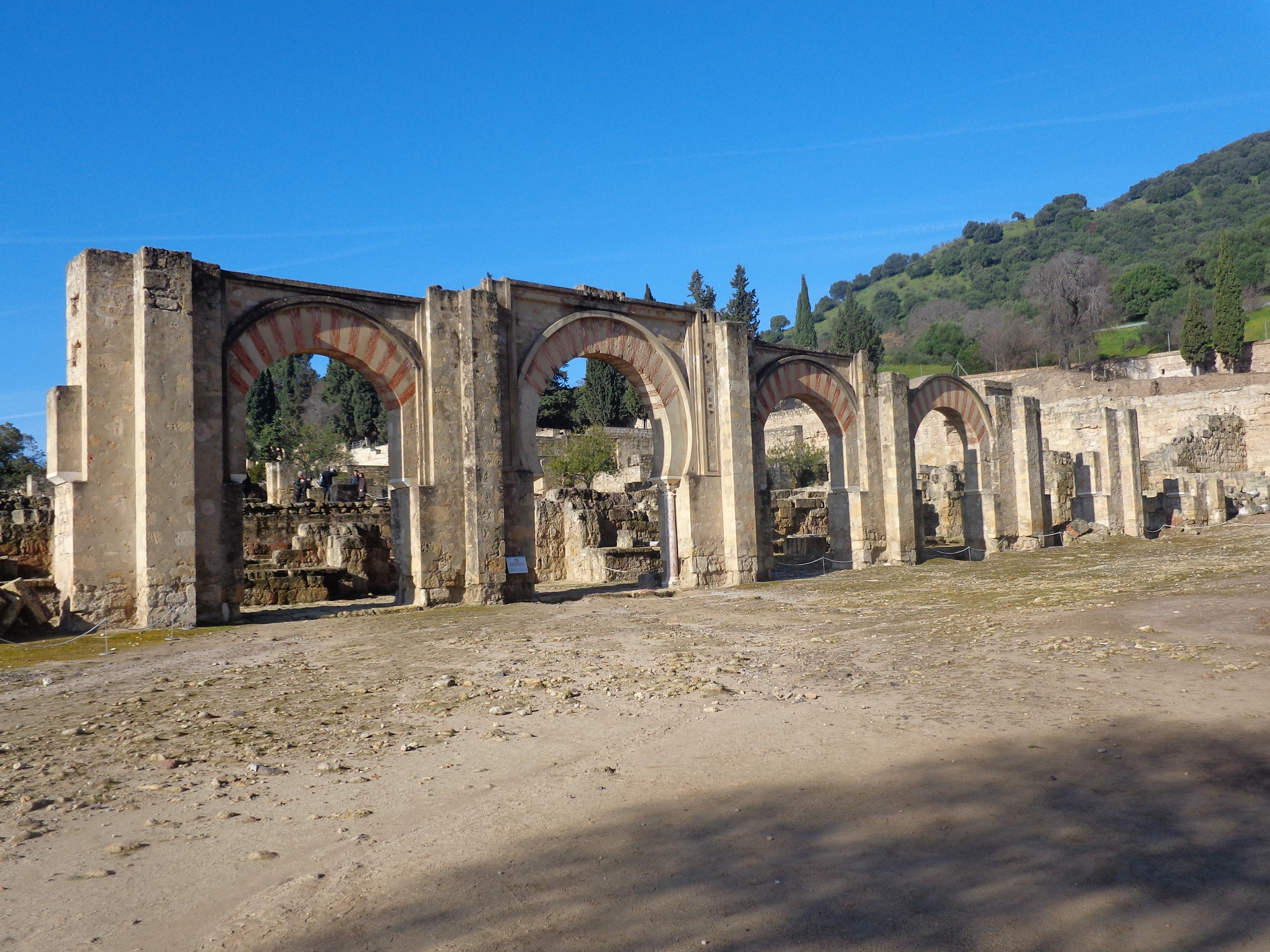
Vista general del pórtico.
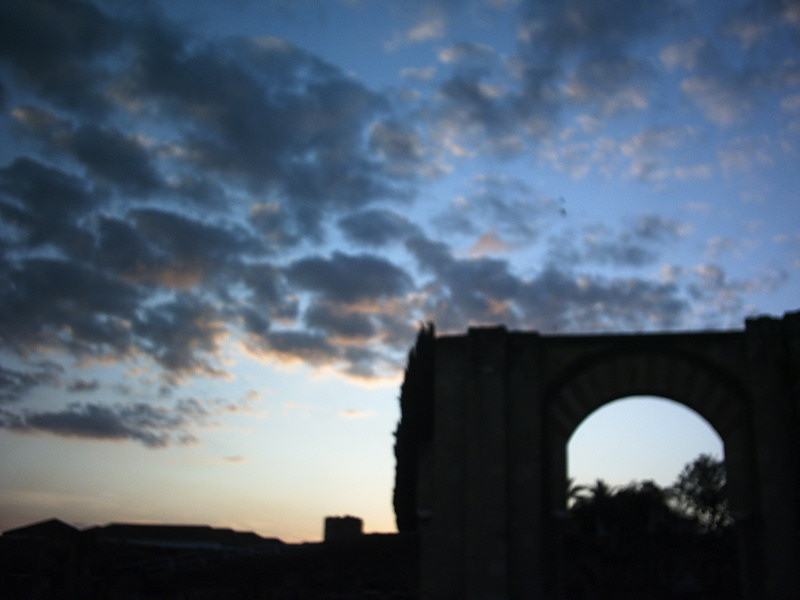
Vista nocturna.

### Jardín Alto y Jardín Bajo
El alcázar de Medina Azahara cuenta con dos recintos ajardinados con una planimetría axial y adyacentes entre sí, denominados Jardín Alto y Jardín Bajo. El más oriental, el Jardín Alto, se encuentra justo delante y a la misma altura del Salón Rico. En su centro se halla un edificio conocido como Pabellón Central, que se encuentra rodeado de cuatro albercas de uso tanto decorativo como funcional para el riego de los jardines. Este jardín está rodeado de murallas en su lateral oriental, meridional y occidental. Adyacente a dicha muralla occidental pero a una altura varios metros inferior se encuentra el Jardín Bajo, que aún no ha sido excavado en su totalidad.

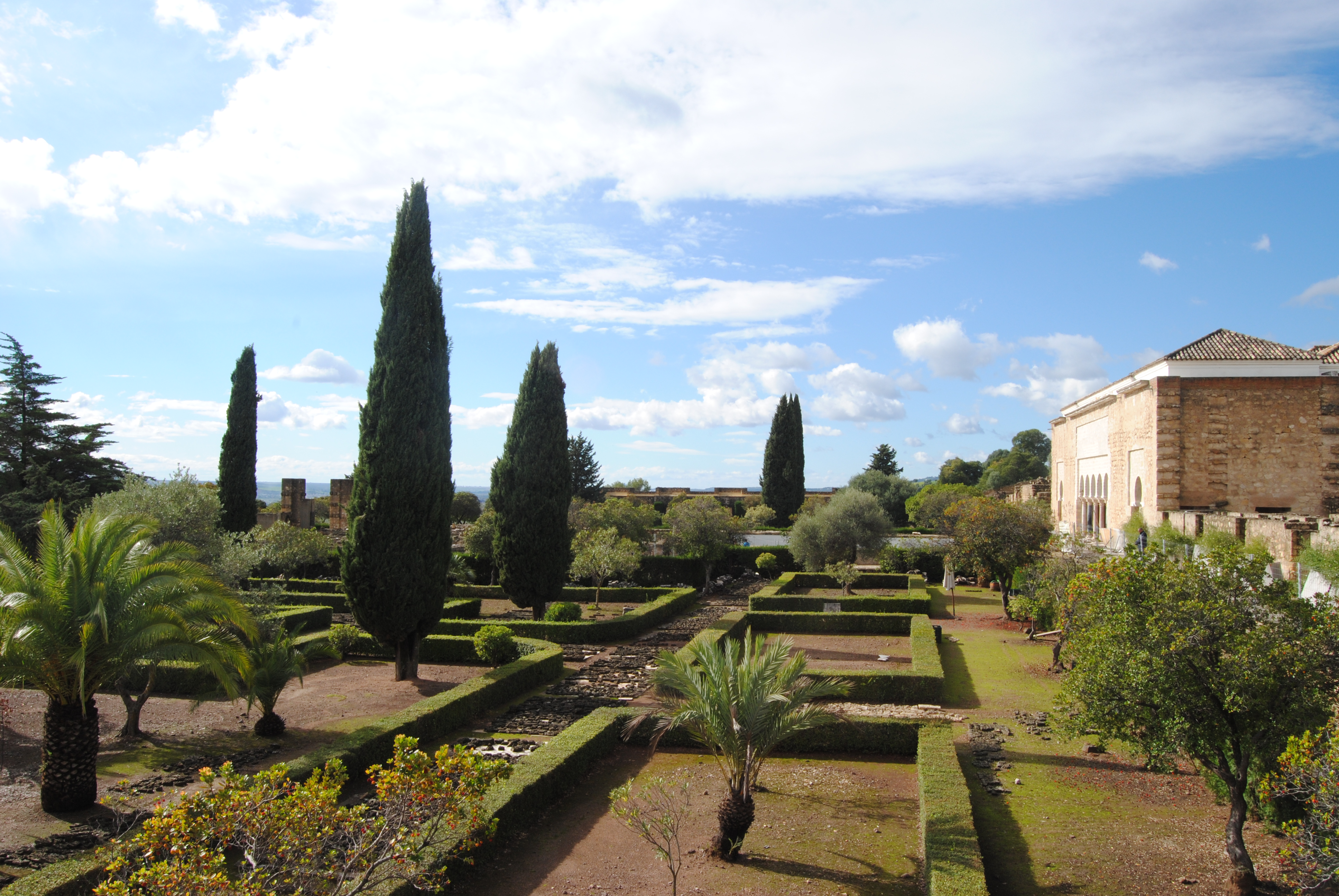
Jardín Alto.
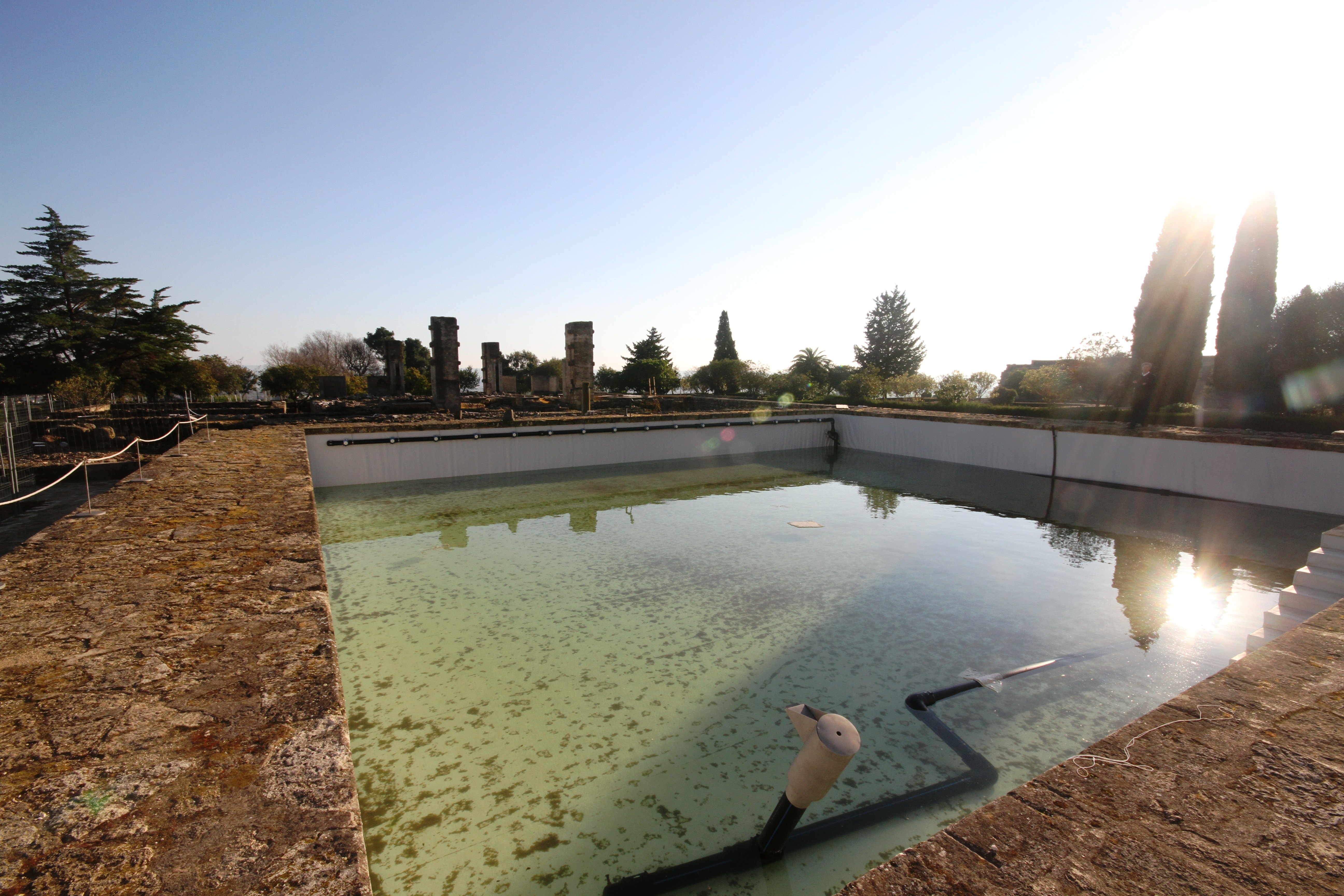
Alberca norte del Jardín Alto.

### Puerta Norte

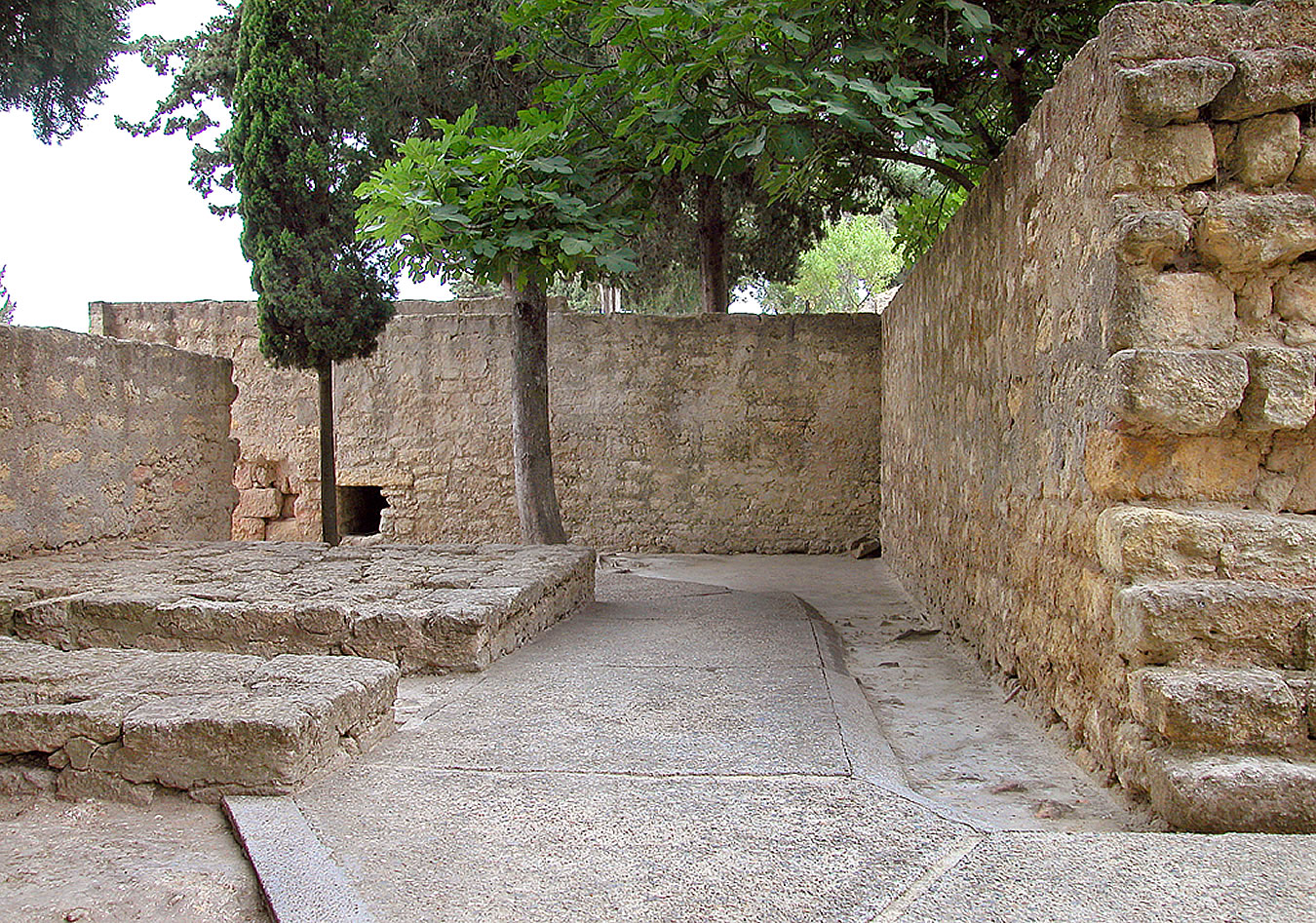
Puerta Norte.

La puerta Norte se abre en el centro de la muralla septentrional, es el punto de llegada del denominado camino de los Nogales, la vía de comunicación con la ciudad de Córdoba en la época califal. La puerta presenta una disposición acodada para facilitar la defensa de la misma, a lo que se añadía el habitáculo del cuerpo de guardia desde donde se controlaba el acceso. La puerta norte así como el resto de la muralla está constituida de sillares de piedra bien formados colocados a soga y tizón.

### Edificio basilical superior

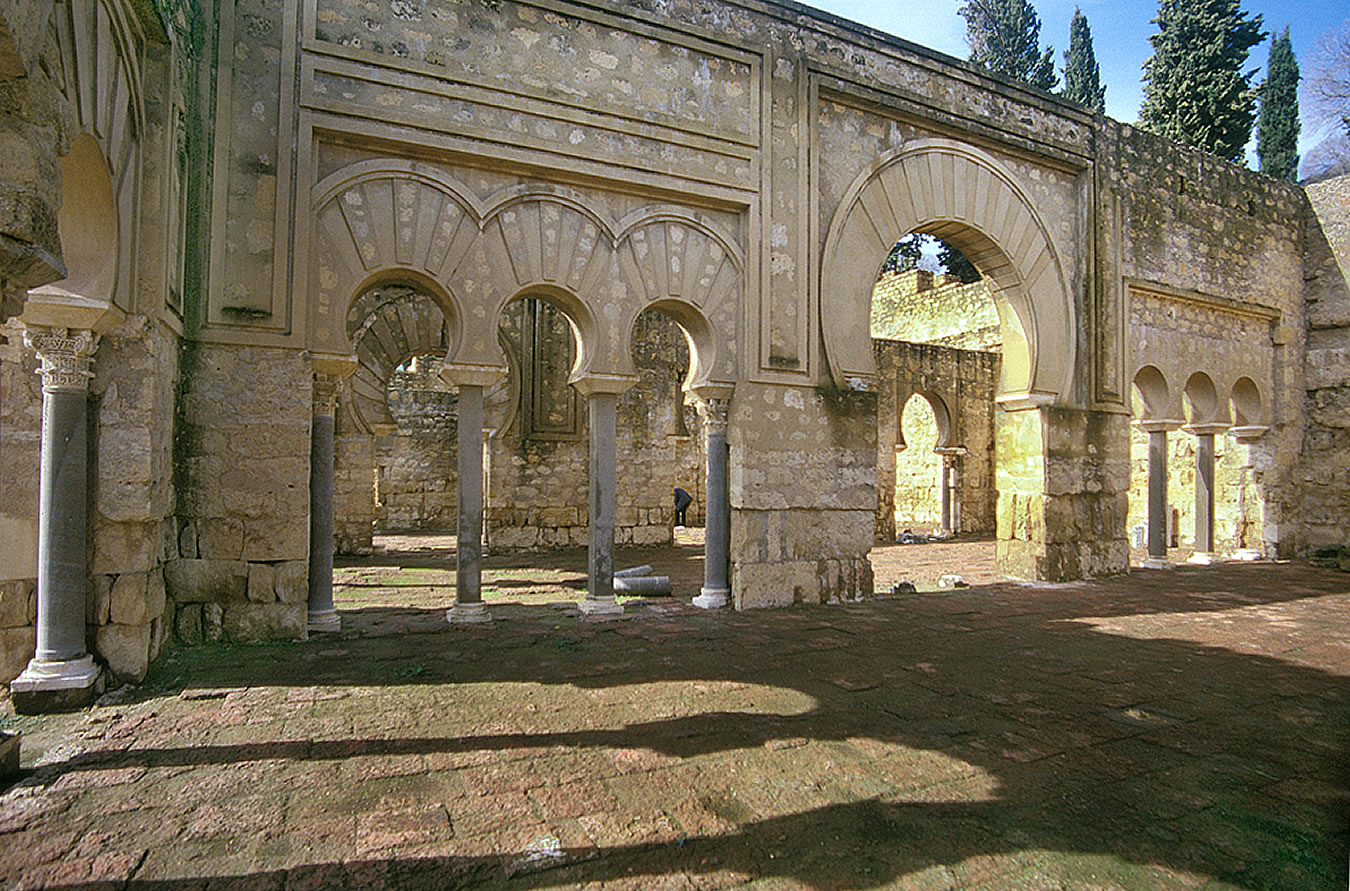
La Casa Militar.

La función de este edificio no está clara, razón por la cual recibe muchos nombres: casa militar o del ejército (Dar al-Yund), casa de los visires (Dar al-Wuzara) o, de forma más genérica, edificio basilical superior. Este edificio, situado en la parte oriental del alcázar, tiene planta basilical constituida por cinco naves, más una sexta nave perpendicular a las anteriores en su lado sur.
El suelo del recinto, que aún se conserva, era de ladrillo. Los muros estaban pintados de blanco y el zócalo en almagre, siendo ambos colores utilizados también en la decoración de los arcos. Las columnas alternan fustes de colores rojo y gris, estando los de color azul coronados por capiteles de avispero y los de color rojo por capiteles compuestos.

### Salón de Abd al-Rahmán III o Salón Rico

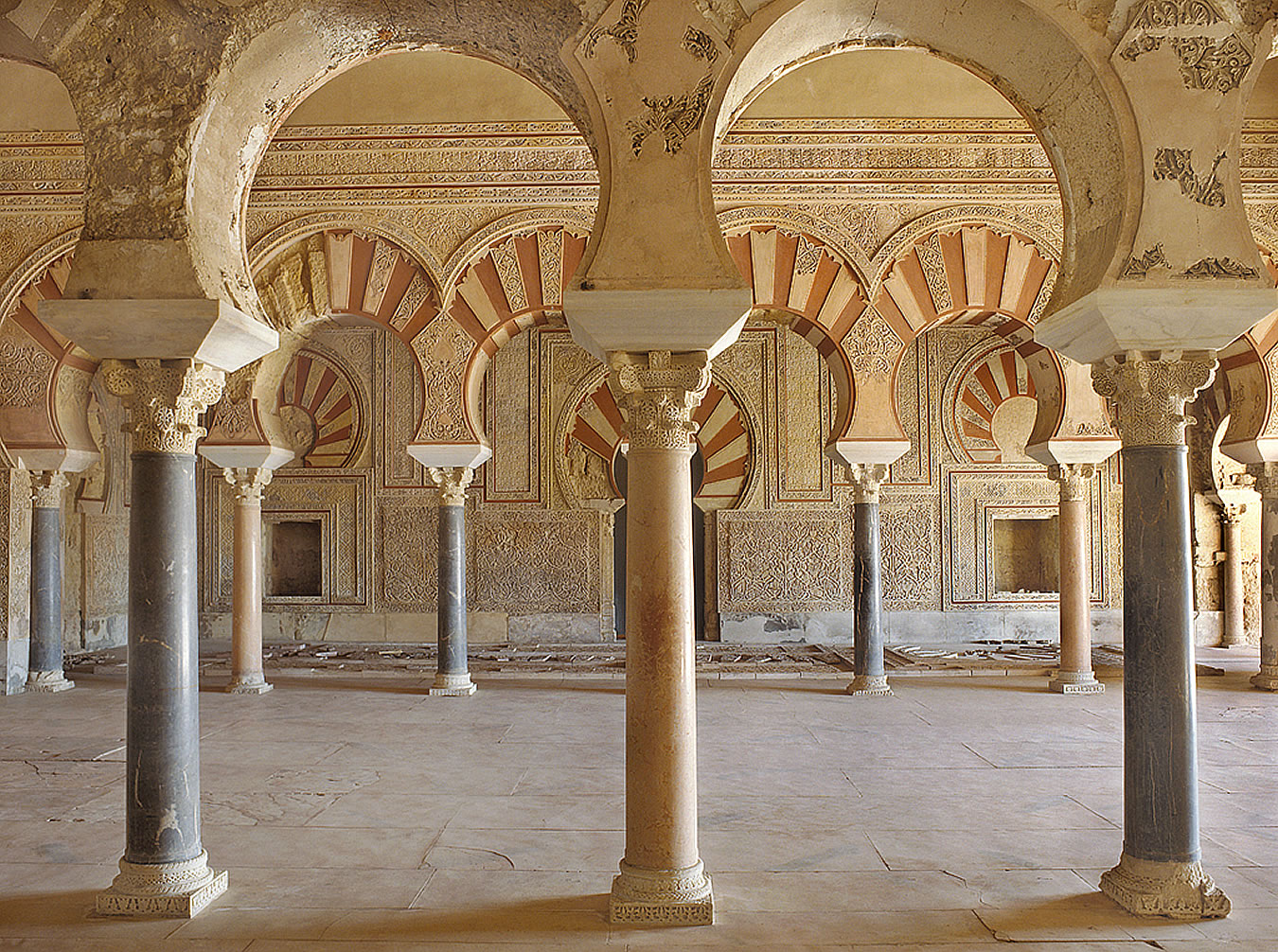
Salón Rico.

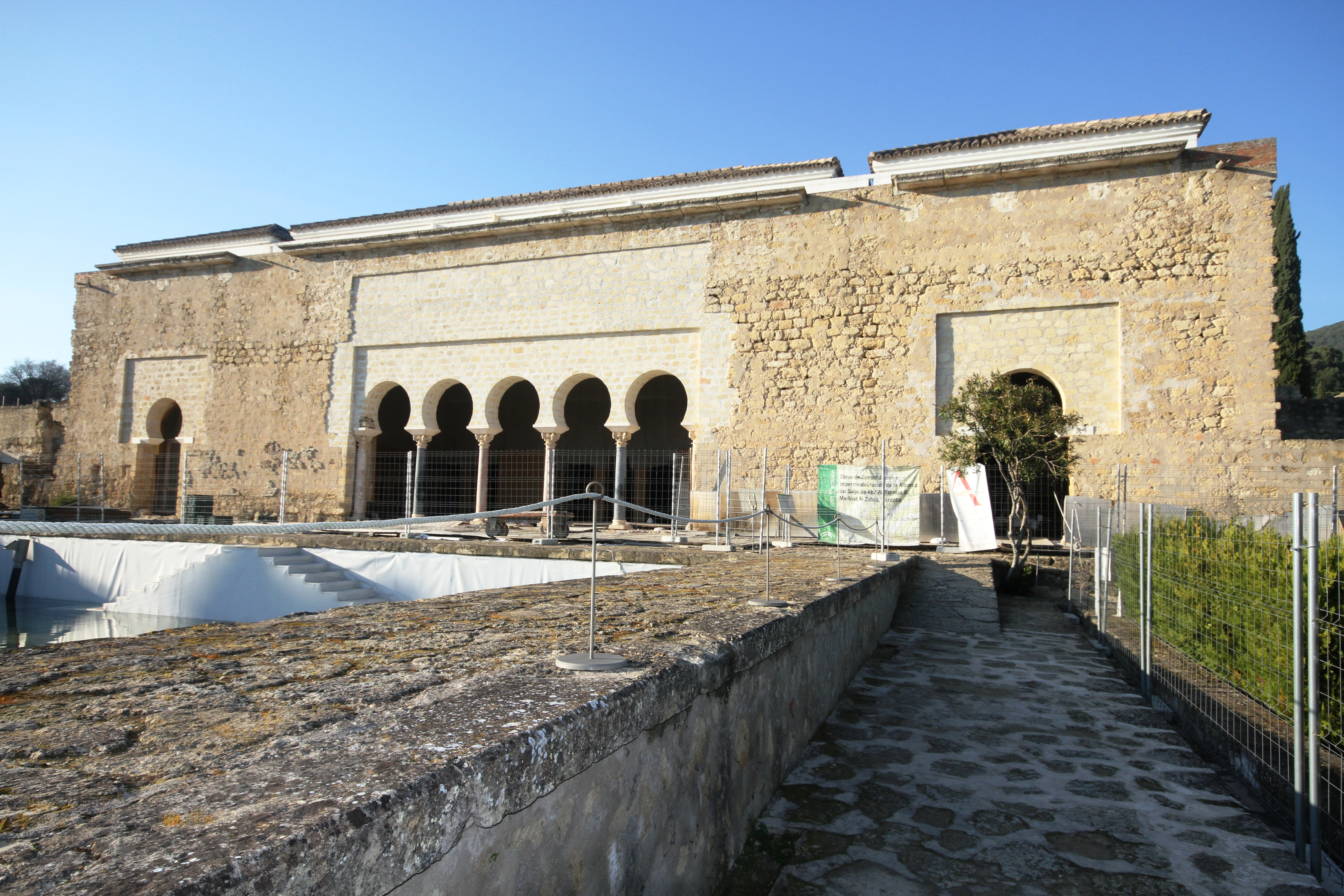
Exterior del Salón Rico.

Planta del Salón Rico.

El denominado como Salón de Abd al-Rahman III, Salón Oriental o simplemente Salón Rico constituye la parte más valiosa de todo el conjunto arqueológico, tanto por su calidad artística, como por su importancia histórica, siendo considerado sin discusión alguna el auténtico símbolo y emblema de todo el conjunto califal de Madīnat al-Zahra.
Nadie pone en duda en la actualidad que este salón era el eje central del recinto palaciego, considerado por unanimidad entre los especialistas como el salón de las grandes ceremonias palatinas, fiestas, ceremonias, recepción de embajadores extranjeros y salón del trono, por eso, no debe extrañarnos la suntuosidad y riqueza de su decoración, de la que ha derivado el apelativo de salón rico. Abd al-Rahman III, amante del boato cortesano, gustaba de impresionar a sus visitantes, a los que generalmente recibía aquí, por eso el lujo y el virtuosismo del arte califal alcanzan su punto culminante en estas habitaciones.
La construcción del salón duró tan solo tres años, tal y como los investigadores han podido averiguar por las inscripciones epigráficas aparecidas en las basas y pilastras de su interior, que nos dan una cronología que va del año 953 al año 957. Por otro lado, la brevedad cronológica y la efímera vida de Madīnat al-Zahra nos aseguran, no obstante, estar ante la presencia de un conjunto decorativo y arquitectónico muy unitario, lo que nos permite admirar en este salón, sin añadidos posteriores, el arte califal omeya del reinado de Abd al-Rahman III en todo su esplendor.
El salón rico no es propiamente un único espacio diáfano, tal y como su denominación nos puede llevar a creer, sino que en realidad se trata de un conjunto de espacios y salas compartimentadas, formando todas ellas en conjunto la morfología de un único salón dividido por arcadas. Estructuralmente, la sala tiene planta basilical de tres naves longitudinales con otra transversal en su entrada que hace las veces de pórtico, con unas medidas exteriores de 38 × 28 metros. Las cabeceras de estas tres naves longitudinales aparecen rematadas por arcos ciegos de herradura, en uno de los cuales, el central, se supone que estaría situado el trono desde donde el califa dirigía el ceremonial palatino. El eje central del conjunto es la nave central longitudinal, separada de las restantes naves laterales por un conjunto de seis arcadas de herradura a ambos lados, mientras que de la transversal, se separa por tres arcos también de herradura. Junto a estas tres naves centrales y en paralelo, flanqueando ambos lados, se sitúan dos naves exteriores divididas en tres cámaras de desigual tamaño.
Si en algo destaca el Salón Rico, como ya hemos dicho anteriormente, es por su fastuosa decoración. En primer lugar, hay que destacar el constante uso del arco de herradura califal con policromía bicolor y con la tan característica alternación de dovelas en rojizo y en tonos carne provenientes de la piedra arenosa original destinada a la construcción, muy semejantes a las existentes en la mezquita-catedral de Córdoba. Los arcos están sostenidos a su vez por columnas de mármol de primerísima calidad que alternan los tonos rosados con los azules claros, produciéndose de este modo un curioso juego de colores. Los fustes de las columnas aparecen rematados por los característicos capiteles de avispero.
El resto de la superficie de la pared se recubría íntegramente con finos paneles decorativos tallados en mármol. El tema elegido para los paneles tenía un alto simbolismo cosmológico, algo muy en concordancia con la techumbre de madera que recubría la estancia, donde estaban representadas las estrellas en una clara alusión al firmamento. El motivo labrado en los paneles representaba el árbol de la vida, un motivo exportado desde el viejo oriente. Los tableros eran ejecutados de manera simétrica sobre un eje. Por otra parte, el relieve cortado verticalmente le proporcionaba a la decoración una calidad gráfica abstracta, mientras que la decoración interna, cortada también de manera dura, estaba constituida por facetas y cogollos de hojas, así como cálices de flores, que son motivos muy típicos del arte emiral y califal.

### Mezquita aljama

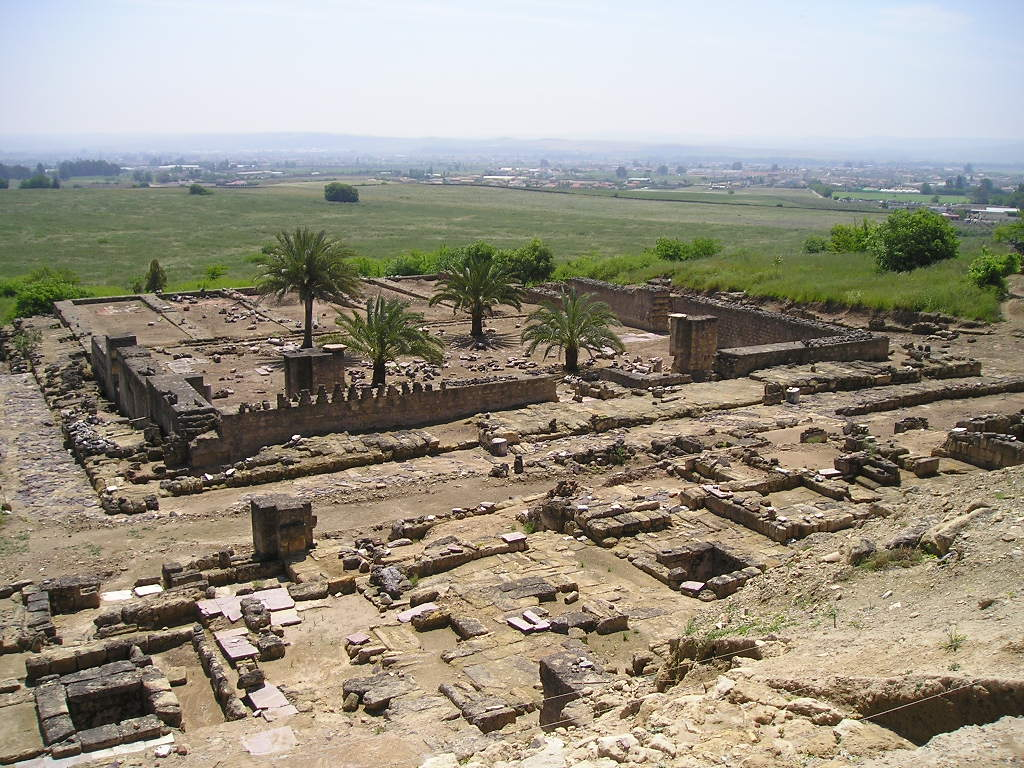
Mezquita Aljama.

La mezquita aljama se encuentra fuera del recinto amurallado, situada al este del Jardín Alto. Según distintas fuentes, su construcción se realizó entre los años 941 y 945.
El edificio es de planta rectangular, con unas aproximadas de 25 metros de largo y 18 metros de ancho. El templo, a diferencia de la Mezquita de Córdoba, se construyó bien orientado hacia La Meca. Su planta se divide en dos partes principales, la sala de oración y el patio de abluciones. La sala de oración consta de cinco naves longitudinales, separadas por arquerías formadas cada una por ocho arcos de herradura perpendiculares al muro de la quibla. El patio de abluciones se encuentra porticado en tres de sus lados. El alminar es de planta cuadrada vista desde el exterior y de planta octogonal en su interior, ubicándose junto a la puerta norte del acceso al patio.

### Casa de la Alberca

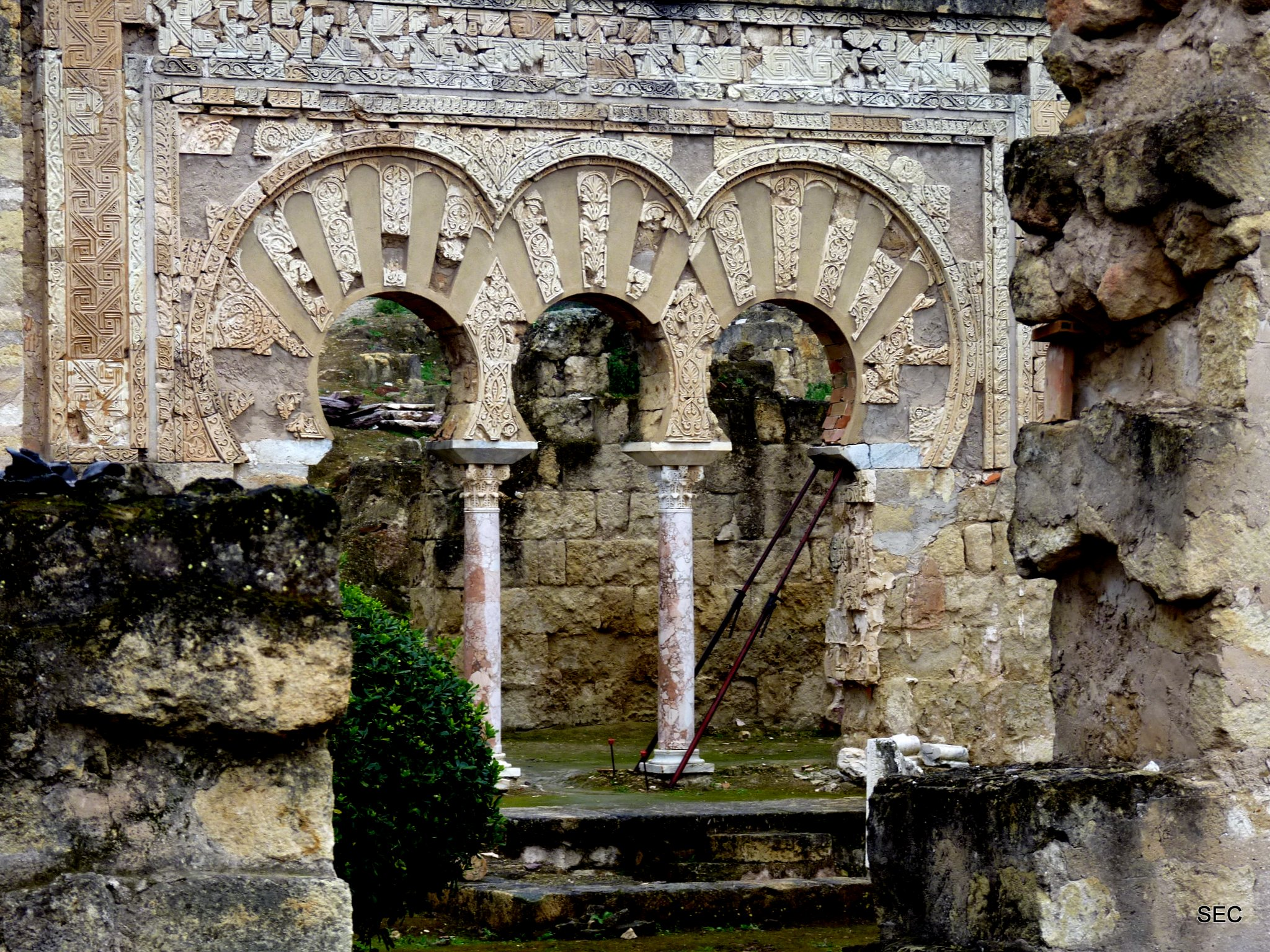
Casa de la Alberca.

La casa de la Alberca se encuentra al oeste de la casa de Ya'far y al sur del patio de los Pilares. El núcleo del edificio es un patio central con una alberca, que da nombre al edificio. Se conservan dos de las arquerías que daban al patio, formadas cada una por tres arcos de herradura que se encontraban profusamente decorados con atauriques. Los jardines estaban decorados con plantas de poca altura como lavandas, adelfas, arrayanes, albahacas y apios.
La casa habría sido construida durante los primeros años de Medina Azahara, aunque algunas zonas fueron modificadas posteriormente, como el suelo de mortero pintado de almagra que fue sustituido por el mármol blanco. Antonio Vallejo Triano ha propuesto esta vivienda como la residencia de al-Hakam II antes de su nombramiento como califa en el año 961. La casa fue excavada por Félix Hernández Jiménez y Rafael Manzano Martos entre 1975 y 1982 y continúa siendo objeto de investigaciones.
Su acceso era a través de una puerta en la zona norte que llevaba directamente al patio. Detrás de las habitaciones orientales se hallaba un baño privado o hammam, de unos 80 metros cuadrados, que albergaba tres estancias que decrecían en tamaño, calentadas gracias a un hipocausto bajo su pavimento marmóreo. Yafar al-Siqlabi, cuya vivienda está junto al hammam, añadió decoración de mármol al baño en 961-62.

### Casa de Yafar

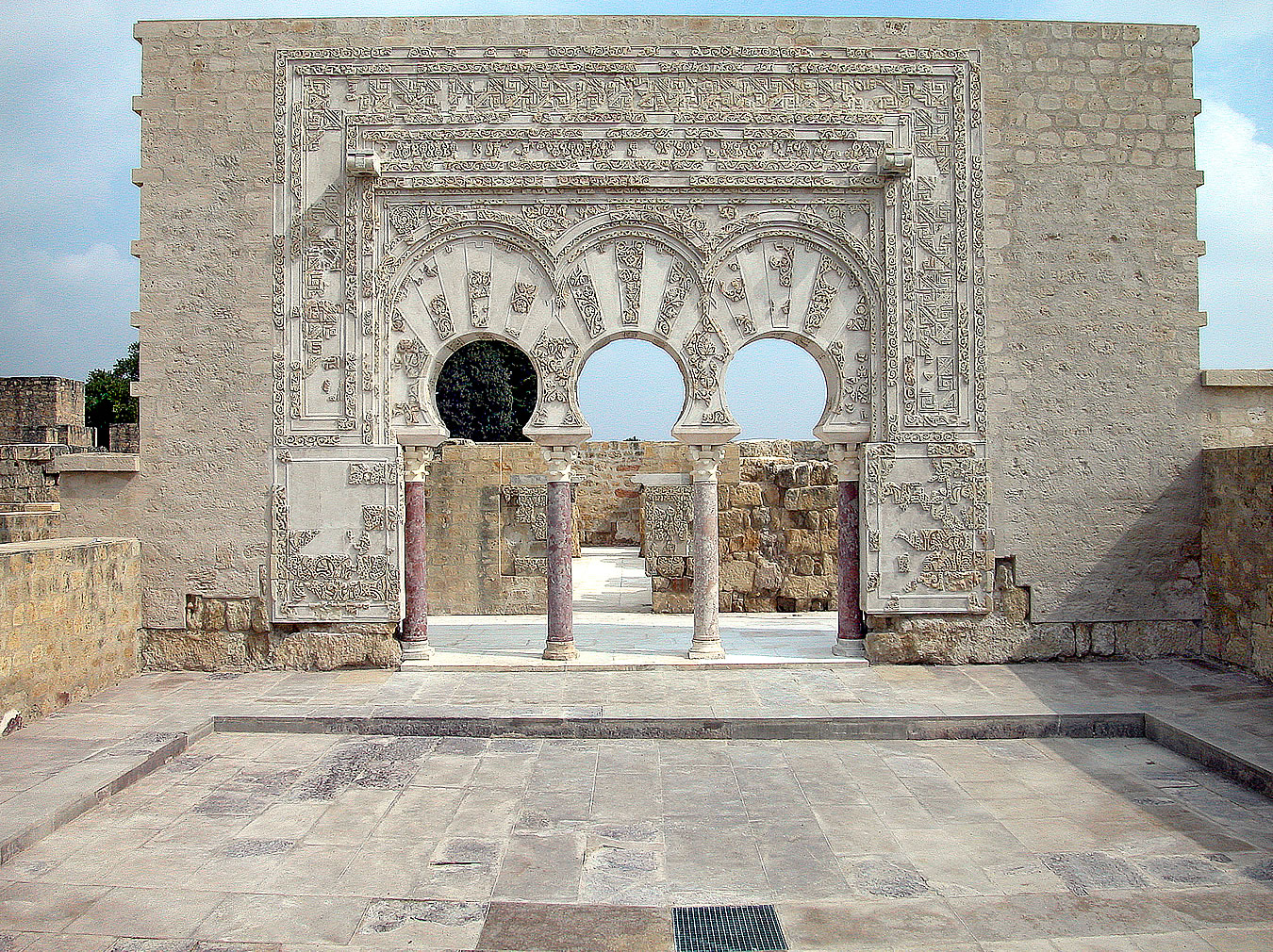
La Casa de Yafar.

La enorme Casa de Yafar fue construida sobre tres casas anteriores. Se encuentra entre el patio de los Pilares al noroeste y el Salón Rico al sureste. Su decoración más evolucionada ha datado su construido después del año 961, durante el reinado de al-Hakam II, lo que ha llevado a varios investigadores a apoyar la tesis de Félix Hernández Giménez de que la vivienda fue propiedad de Yafar al-Siqlabi, también conocido como Ya´far ibn Abd al-Rahmán, designado háyib (primer ministro) entre los años 961 y 971. Se comenzó a excavar por Félix Hernández entre 1970 y 1975, mientras que la portada comenzó a reconstruirse desde 1996 con sus respectivos atauriques, aunque la vivienda no se abrió al público hasta 2004, ganando esta restauración el premio Europa Nostra tras la colocación de 120 losas de mármol y 50 de caliza violácea.
Su estructura se articula alrededor de tres ámbitos espaciales, organizados en torno a sus correspondientes patios, todos ellos de distinto carácter: uno público, uno íntimo y otro de servicio. El espacio oficial es constituido por una edificación de planta asimilable a la basilical, que cuenta con tres naves longitudinales que comunican entre sí mediante puertas rematadas por arcos de herradura, así como una nave transversal abierta al patio, donde se interrumpe la correspondencia existente entre las naves longitudinales la fachada, con el objeto de adaptar esta última al espacio creado por la construcción de un baño contiguo. La fachada se organiza mediante una triple arcada de herradura soportada por columnas. En cuanto a la decoración del edificio, este se pavimentó con gruesas losas de mármol blanco, excepto en el patio, donde se emplearon piedras de caliza violácea; además, destaca la decoración de ataurique de la fachada con temática vegetal y geométrica, que también está presente en el vano de comunicación de la nave transversal y la central, que ostenta sendos tableros en los frentes y las jambas del vano. Probablemente tuvo una segunda planta, tal y como evidencian unas escaleras conservadas. El espacio privado está ocupado por una vivienda particular, con un gran patio rectangular, rodeado de habitaciones, que pertenecen al espacio de servicio de los sirvientes y esclavos. Antonio Vallejo Triano declara que la distribución de la casa indica que no era una vivienda familiar, sino una edificio para una persona de alto rango.

### Casa Real

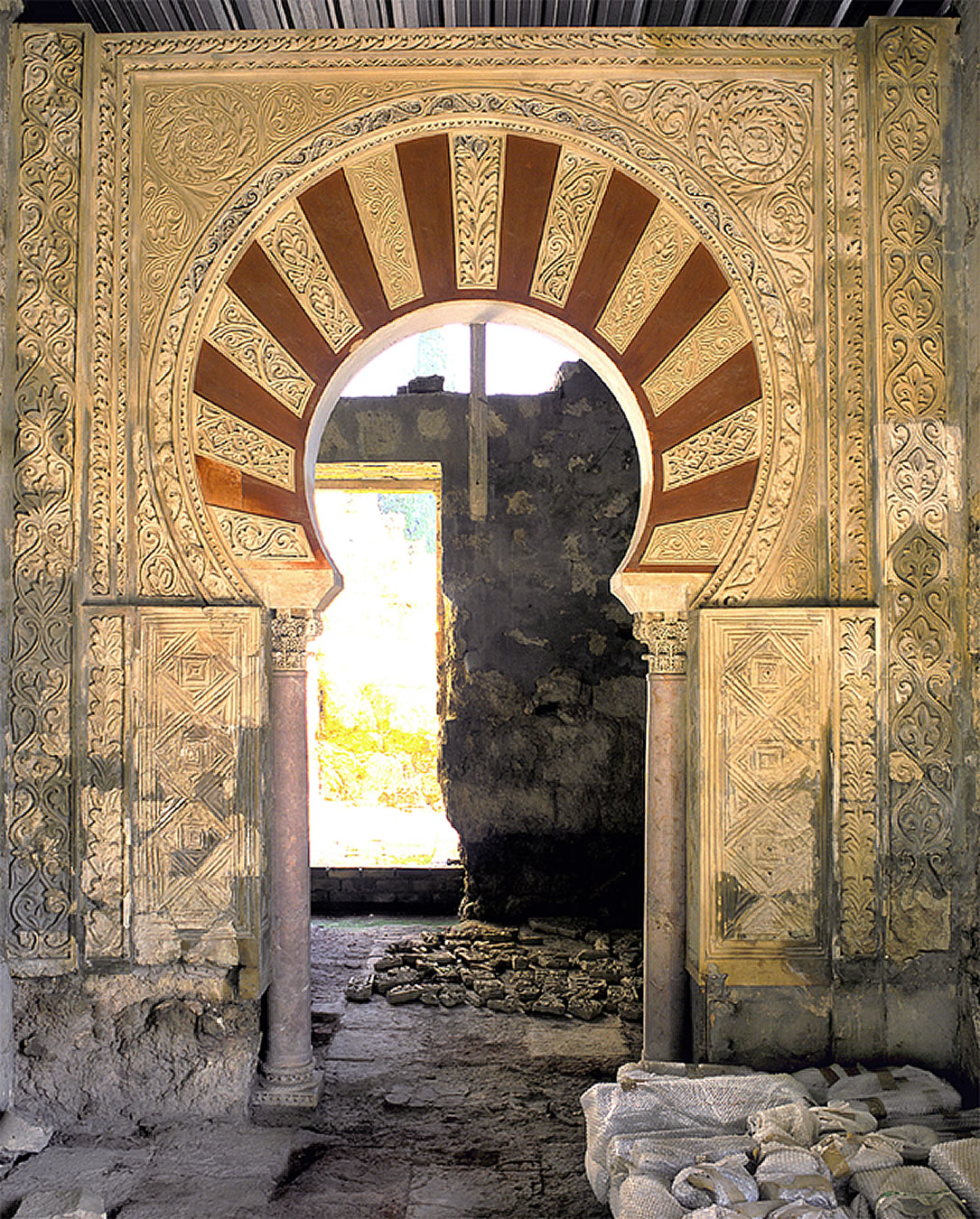
La Casa Real.

La Casa Real o Dar al-Mulk, se sitúa en la terraza más alta del alcázar, recibiendo este nombre ya que era la residencia del califa Abderramán III, fundador de la ciudad. Albergaba un baño privado o hammam para el califa, que fue destruido tras el año 961, cuando las fuentes históricas indican que su uso cambió como zona de enseñanza para el príncipe Hisham, futuro sucesor de al-Hakam II. Fue el primer complejo en ser excavado en 1911.
El edificio se compone principalmente de tres crujías paralelas entre sí y de una parte delantera en su parte meridional, no conservada en la actualidad, que tenía una escalera situada en cada extremo para permitían bajar a la terraza inferior del alcázar. Pese a los saqueos sufridos, aún se conserva la abundante decoración pétrea con atauriques de sus muros así como la solería de barro cocido. El califa habría disfrutado de unas vistas privilegiadas desde el mirador de su residencia, tal y como se cree que existió también en el Alcázar omeya de Córdoba y en la almunia de al-Rusafa a las afueras de la ciudad.

## Red viaria
Tras la fundación de Madínat al-Zahra y como consecuencia de la misma se efectúan una serie de realizaciones que dotarán a la nueva ciudad de una red viaria propia e independiente. Ellas se centran en el territorio occidental de Córdoba, y son:
- Camino de las Almunias: Un camino directo entre Córdoba y Madínat al-Zahra que, a su vez, comunica también la ciudad palatina con el camino de Sevilla por la orilla norte del Guadalquivir (Cañada Real Soriana y Camino Viejo de Almodóvar), y con las rutas que desde la puerta del puente parten hacia el sur, este y oeste.

- Camino de Media Ladera: Un enlace directo e independiente de Medina Azahara con el camino Córdoba-Badajoz (Yadda).[45] Se conserva un tramo de alrededor de 1 km, con un ancho de calzada de entre 4 y 7 metros.[45]

- Camino de los Nogales-Carril de los Toros: Un enlace de Madínat al-Zahra con las principales rutas situadas al este (Mérida, Toledo y Zaragoza) sin pasar por Córdoba.

- Camino del Oeste: Un camino secundario que unía Madínat al-Zahra con las principales almunias de la zona oeste, como la almunia de Alamiriya.

## El arte mueble

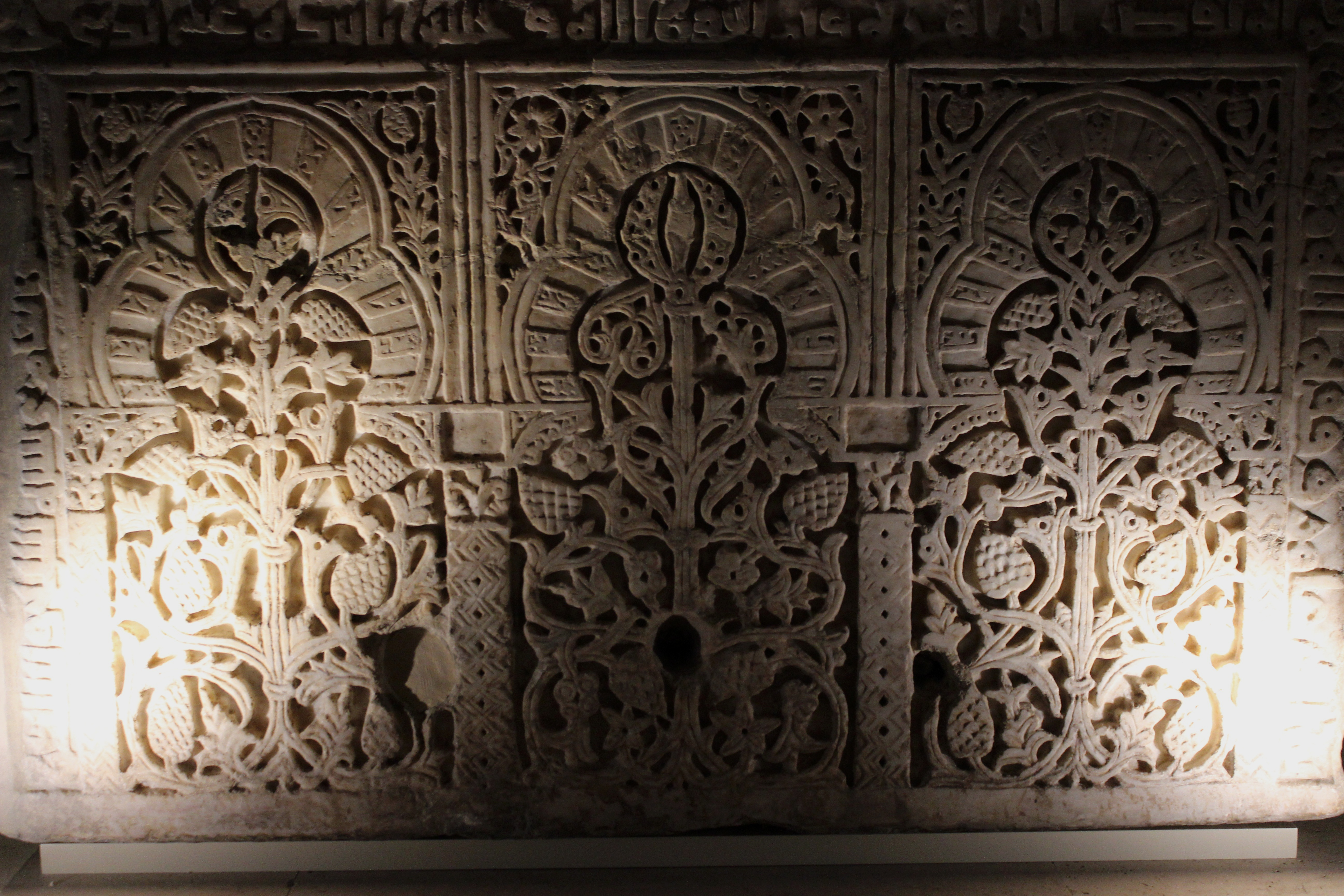
Pila de Medina Azahara, conservada en el Museo Arqueológico Nacional.

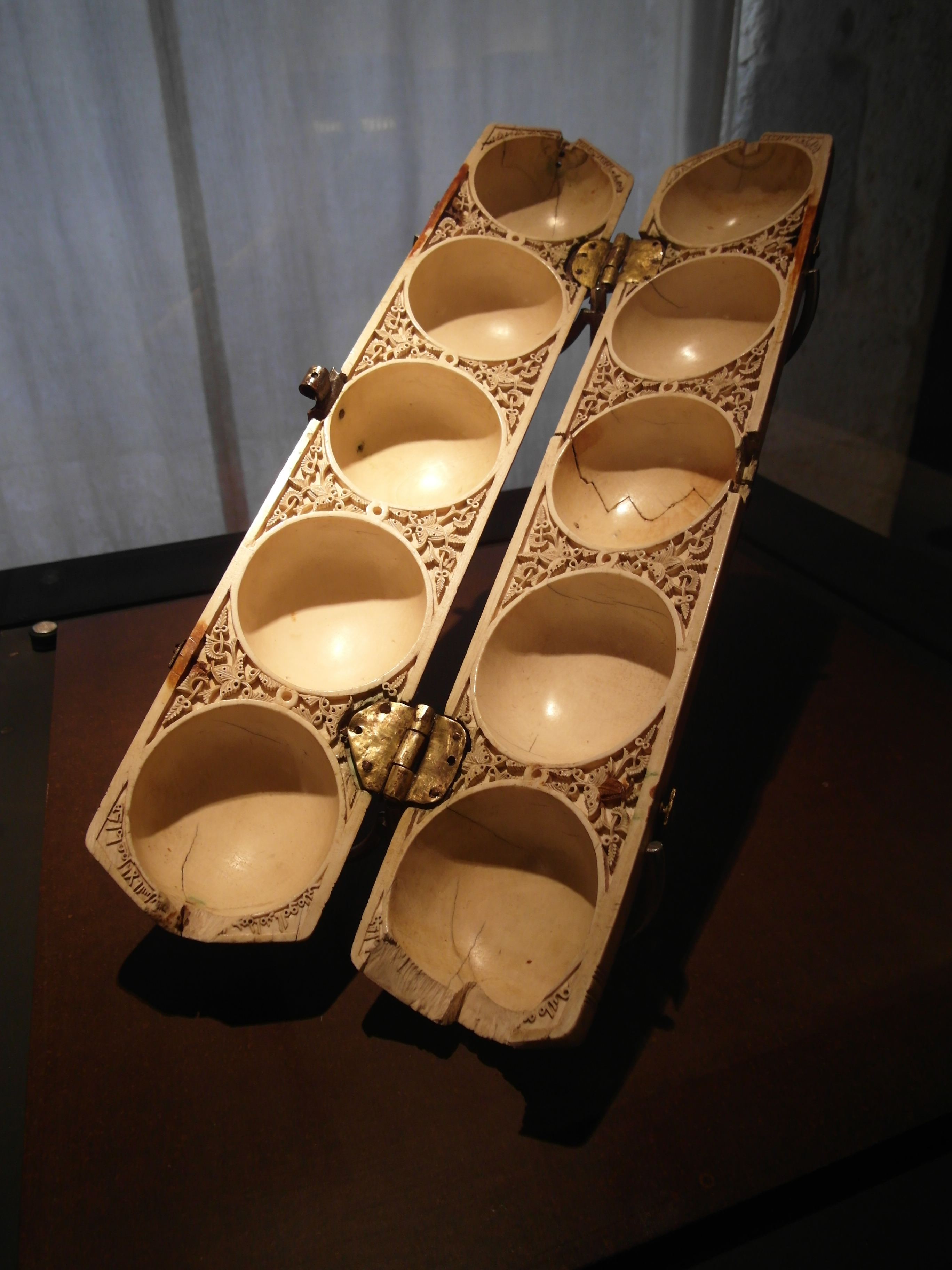
Tablero de mancala de marfil fabricado en Medina Azahara en el.

Madínat al-Zahra no es solo arquitectura, sino que albergó, en sus momentos de mayor esplendor, una exquisita colección de arte mueble en forma de piezas de reducido formato. Actualmente, la mayor parte de las piezas están desperdigadas por colecciones y museos de todo el mundo, ya que su belleza y exotismo las convierten en piezas codiciadísimas por parte de los coleccionistas. Se exponen aquí, a continuación, algunos de los ejemplos de artes decorativas más célebres y representativos de la ciudad califal.

### Cervatillos de Madínat al-Zahra

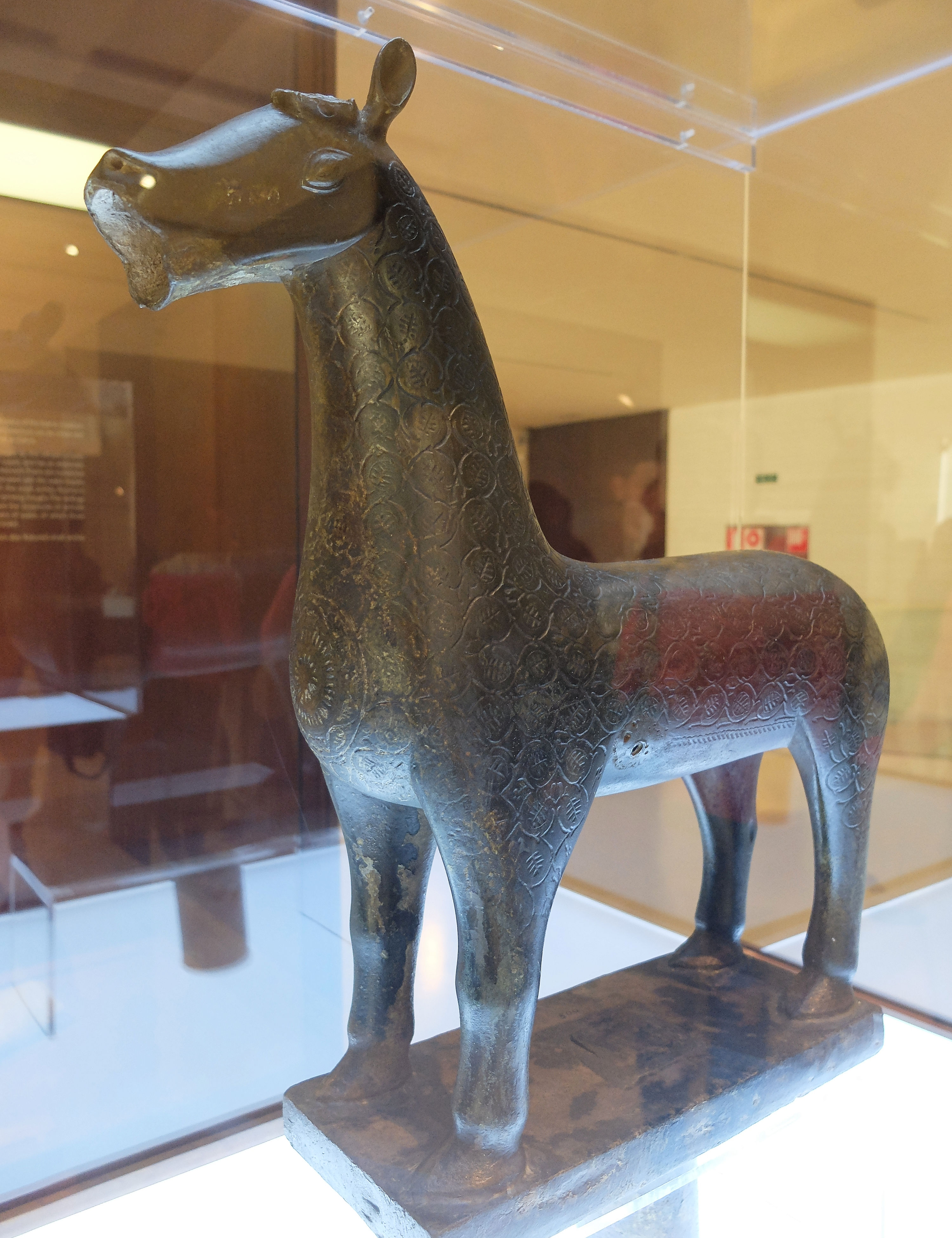
Cervatillo de Medina Azahara, descubierto en el.

Según describe el cronista Ambrosio de Morales, en el siglo XVI los monjes del cercano monasterio de San Jerónimo de Valparaíso hallaron el Cervatillo de Medina Azahara y su gemela femenina en el interior de una pila de mármol, dos esculturas de bronce que funcionaban como surtidores de agua. Mientras que el Cervatillo permaneció en el monasterio, no abandonó Córdoba y finalmente terminó en el Museo Arqueológico de Córdoba, donde se expone actualmente; su homóloga femenina acabó en el monasterio de Guadalupe, donde fue expoliada durante la invasión francesa de España y desapareció durante casi dos siglos hasta que reapareció en una subasta en 1997 en Sotheby's, siendo adquirida por un anónimo por 3,3 millones de libras esterlinas. Poco después fue trasladada al Museo de arte islámico de Doha, en Catar, donde se encuentra actualmente.
Asimismo, en 1940 apareció la Cierva de Medina Azahara, aunque en las cercanías de la puerta de Almodóvar en Córdoba. A pesar de que apareció en un contexto muy diferente, durante unas obras de alcantarillado de una casa, es casi seguro que fueron realizados en el mismo taller o en la misma zona geográfica. Esta Cierva terminó siendo adquirida por el Museo Arqueológico Nacional de Madrid, donde se expone hoy en día.

### La cerámica zoomorfa de Madínat al-Zahra

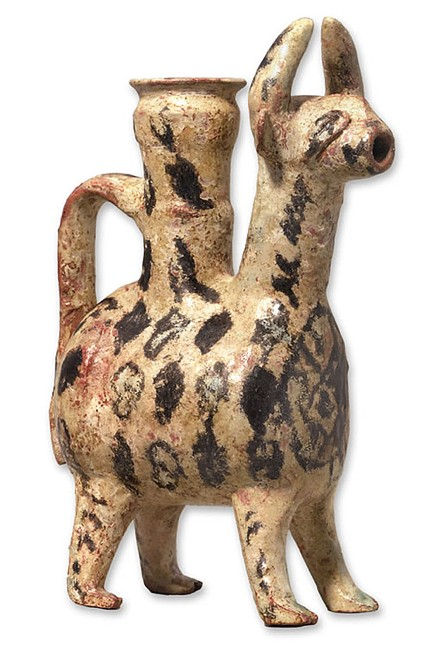
La cerámica zoomorfa de Madínat al-Zahra.

Esta curiosa pieza, que según los investigadores formó parte de la vajilla de gala de alguno de los conjuntos palaciegos de la ciudad de Medina Azahara, fue adquirida por el Estado español en nombre de la Junta de Andalucía en abril del 2003 tras el desembolso de un importe de 220 000 euros a una sala de subastas londinense. Por sus rasgos morfológicos, los expertos han intuido que esta pieza de pequeñas proporciones quizás pudiese tratarse de una jirafa. Sobre su uso específico, se piensa que pudiese servir para verter algún tipo de líquido. La decoración está realizada a base de vidriado blanco, así como pequeños fragmentes de verde y manganeso. Respecto a su cronología, decir que es datada, por casi todos los expertos, en los años centrales del siglo X.

### El aguamanil del Louvre
Se trata de una pieza zoomorfa que debió salir de España tras el saqueo francés durante la Guerra de la independencia, encontrándose actualmente en las vitrinas del museo parisino del Louvre, donde es una de las estrellas de las salas de antigüedades islámicas. Se trata de un aguamanil en el que se distingue sin ningún tipo de dudas la figura de un pavo real. Sobre el uso de esta pieza, tal y como su nombre indica, se trataba de un recipiente destinado al almacenamiento de agua para el posterior lavatorio de las manos. Presenta la curiosidad de contener sobre su superficie una inscripción bilingüe (en árabe y latín) que nos indica el nombre del artista y la fecha de su ejecución, por lo que podemos datar a la pieza sin ningún tipo de problemas en el año 972.

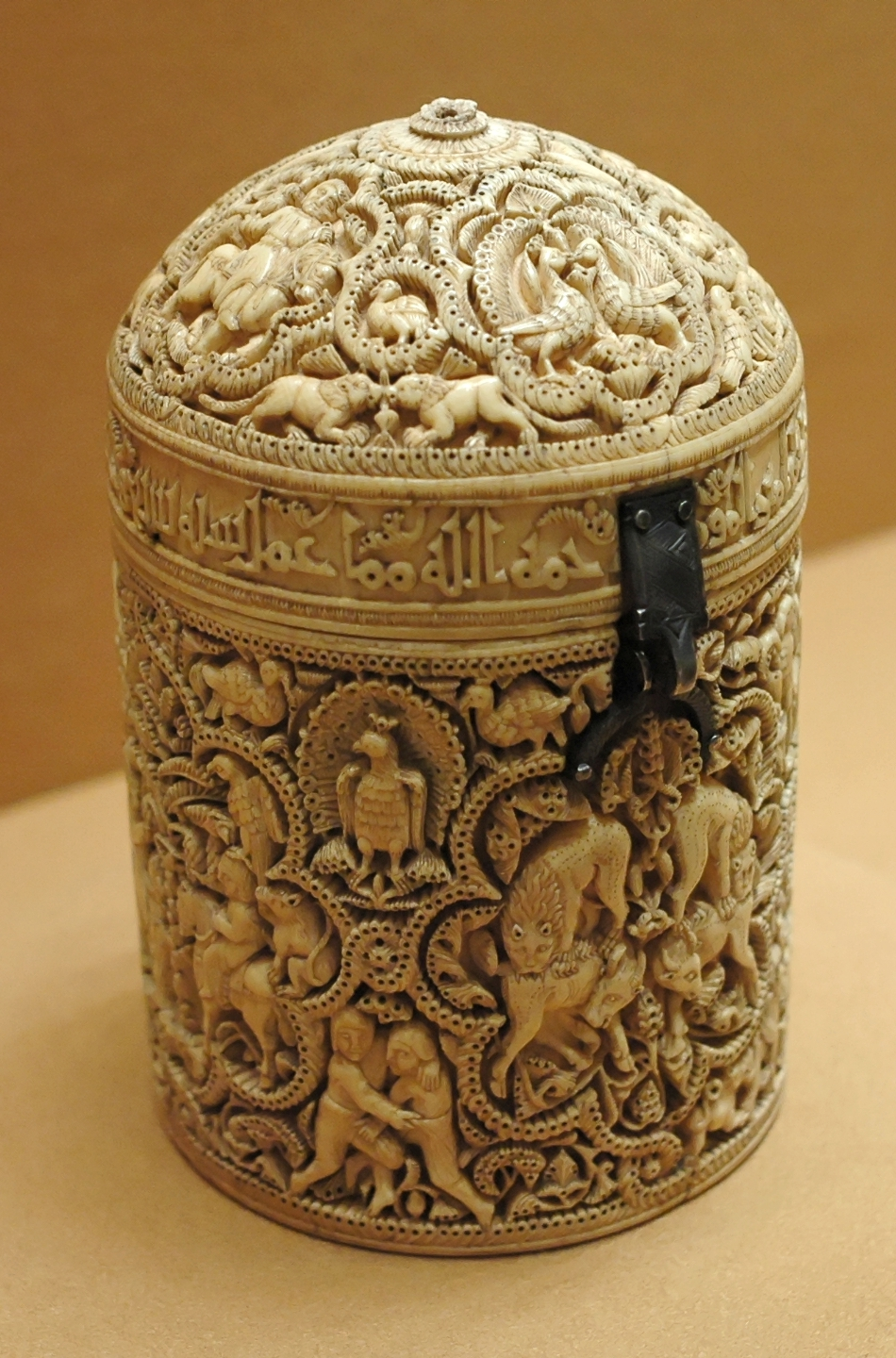
La píxide del príncipe Al-Mughira, expuesta en el Museo del Louvre, París.

Otro objeto importante hallado fue la caja de marfil con inscripciones llamada píxide de Al-Mughira, que también se conserva en el Museo del Louvre.

## Museo
El 9 de octubre de 2009 la reina Sofía de Grecia inauguraba el Museo de Medina Azahara, con el que se pretende dotar al yacimiento de unos servicios acordes a su importancia histórico-artística. Esta moderna infraestructura, dependiente de la Consejería de Cultura y Deporte de la Junta de Andalucía, está situada en las inmediaciones del yacimiento y se compone de un edificio de tres plantas, de las que dos son subterráneas.

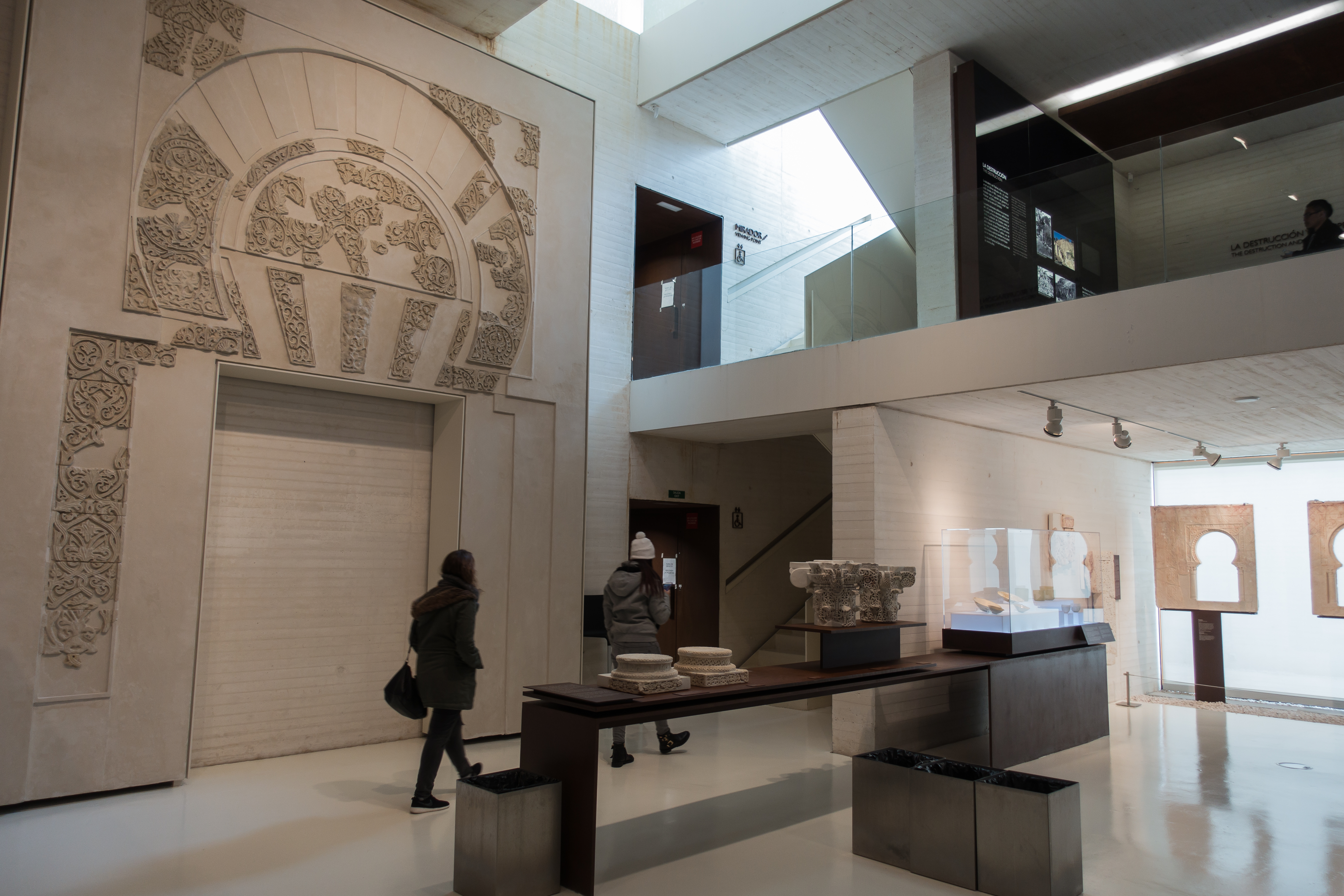
Museo de Madínat al-Zahra.

El centro cuenta con más de 7700 metros cuadrados de aparcamientos y un área ajardinada; en su interior tienen cabida usos tan diversos como la recepción de visitantes, la restauración de piezas arqueológicas, un auditorio, espacios adecuados para el almacenamiento de restos arqueológicos del propio conjunto, oficinas de investigación histórico-artística, una biblioteca para los estudiosos, una cafetería, tienda de libros relacionados con el yacimiento y el arte musulmán, y una zona expositiva donde se exponen las piezas más espectaculares del yacimiento, después de que muchas de ellas, como la famosa cervatilla de Medina Azahara, hayan sido trasladadas desde el Museo Arqueológico de Córdoba. En 2010 se le concedió a este Museo de Madínat al-Zahra el Premio Aga Khan de Arquitectura, prestigioso premio internacional que se otorga a los principales proyectos arquitectónicos, urbanísticos o paisajísticos del mundo musulmán, o relacionados con este. Este museo fue proyectado por los arquitectos Fuensanta Nieto y Enrique Sobejano.
En mayo de 2012, le fue otorgado el premio "Museo Europeo del Año" por el Foro Europeo de Museos. Este galardón reconoce cada año a los nuevos museos que han realizado avances e innovaciones en el ámbito museístico. El museo galardonado alberga durante un año la estatua de Henry Moore "The Egg", que simboliza el premio.

### Libros
- MARTÍNEZ MONTÁVEZ, Pedro y RUÍZ BRAVO-VILLASANTE, Carmen (1991). Europa Islámica. La magia de una civilización milenaria. Grupo Anaya. Grandes Obras El Sol.

- VALLEJO TRIANO, Antonio, dir.    
  - (1995). Madinat al-Zahra: el salón de 'Abd al-Rahman III, Junta de Andalucía, Córdoba
  - (2000). Madinat al-Zahra 1985-2000: 15 años de recuperación, Consejería de Cultura, Dirección General de Instituciones del Patrimonio Histórico, Córdoba.
  - (2010) La ciudad califal de Madinat al-Zahrā: Arqueología de su excavación. Almuzara.

- LÓPEZ-CUERVO, Serafín (1985). Medina Az-Zahra: ingeniería y forma. Ministerio de Obras Públicas y Urbanismo, Madrid.

- HERNÁNDEZ GIMÉNEZ, Félix (1985). Madinat Al-Zahra: arquitectura y decoración. Patronato de la Alhambra, Granada.

- VELÁZQUEZ BOSCO, Ricardo (1912). Medina Azahra y Alamiriya: arte del Califato de Córdoba. Junta para Ampliación de Estudios e Investigaciones Científicas. Madrid.

- JIMÉNEZ MARTÍN, Alfonso (1989). El arte islámico. Grupo 16 D.L., Madrid.

- RICE, David Talbot (2000). Arte islámico. Destino, Londres.

- LASALA, Magdalena (2004). Abderramán III: el gran califa de al-Andalus. Temas de hoy, Barcelona.

- Valedón Baruque, Julio (2001). Abderramán III y el califato de Córdoba. Debate, Barcelona.

- VALLVÉ, Joaquín (1992). El Califato de Córdoba. Mapfre, D.L., Madrid.

- VAN UFFELEN, Chris (2010). Museos. Arquitectura. Potsdam: h.f.ullmann publishing. pp. 356-359. ISBN 978-3-8331-6058-5.

- Hernández Giménez, Félix: Madinat Al-Zahra. Patronato de la Alhambra y Generalife (1985). ISBN 84-505-1472-X

- Pavón Maldonado, Basilio: Memoria de la excavación de la Mezquita de medinat Al-Zahra. Consejo Superior de Investigaciones Científicas, CSIC (1966), ISBN 84-00-03402-3

### Hemeroteca
- Poyato, F. J., “La Junta ultima las primeras expropiaciones y el censo de casas ilegales en Medina Azahara”, ABC, 30.01.2009

Disponible en:
http://www.abc.es/hemeroteca/historico-30-01-2009/sevilla/Cordoba/la-junta-ultima-las-primeras-expropiaciones-y-el-censo-de-casas-ilegales-en-medina-azahara_912795522444.html Archivado el 28 de diciembre de 2009 en Wayback Machine. [28/04/2009]
- A. R., “Nuestras casas embellecen el monumento omeya”, El Día de Córdoba, 06.10.2008

Disponible en:
http://www.eldiadecordoba.es/article/cordoba/246690/las/pitas/bloquea/medina/azahara/para/exigir/agua/y/defender/su/futuro.html [28/04/2009]
- El Economista, “El PSOE cree que es el momento de marcar el procedimiento para solucionar las parcelas de Medina Azahara”, 20.06.2008

Disponible en: http://ecodiario.eleconomista.es/espana/noticias/611123/06/08/Cordoba-El-PSOE-cree-que-es-el-momento-de-marcar-el-procedimiento-para-solucionar-las-parcelas-de-Medina-Azahara.html [28/04/2009]
- Planelles, M., “Medina Azahara se quedará sin chalés”, El País, 25.11.2007

Disponible en:
http://www.elpais.com/articulo/andalucia/Medina/Azahara/quedara/chales/elpepuespand/20071125elpand_2/Tes [28/04/2009]
- Romero, Ana, “Icomos insta a "restituir la legalidad" en Medina Azahara”, Diario Córdoba, 14.11.2007

Disponible en: https://web.archive.org/web/20110710125008/http://www.diariocordoba.com/noticias/noticia.asp?pkid=363060 [28/04/2009]
- Guerrero, M., “Aguilar acepta la última delimitación BIC pero exige una salida para las parcelas”, Diario Córdoba, 20.10.2006

Disponible en: https://web.archive.org/web/20061111171339/http://www.diariocordoba.com/noticias/noticia.asp?pkid=279754 [28/04/2009]
- Planelles, M., “La Junta denunció 347 obras ilegales en Medina Azahara entre 1995 y 2003”, El País, 25.10.2006

Disponible en: http://www.elpais.com/articulo/andalucia/Junta/denuncio/347/obras/ilegales/Medina/Azahara/1995/2003/elpepiautand/20061025elpand_6/Tes/ [28/04/2009]

### Revistas
- Cuadernos de Madinat al-Zahra, Vol. 1. Córdoba, 1987. AGOTADO. Presenta las Actas de las I Jornadas sobre Madínat al-Zahra, "Estudios" y la "Crónica del Conjunto" entre 1985 - 1987. 193 páginas.
- Cuadernos de Madinat al-Zahra, Vol. 2. Córdoba, 1988-90. Cuenta con diversos artículos en "Estudios", la sección "Varia" y la "Crónica del Conjunto" entre 1988 - 1990. 222 páginas.
- Cuadernos de Madinat al-Zahra, Vol. 3. Córdoba, 1991. Se recogen en este volumen las Actas de las II Jornadas de Madínat al-Zahra, al-Andalus antes de Madinat al-Zahra, y la "Crónica del Conjunto" de 1991. 242 páginas.
- Cuadernos de Madinat al-Zahra, Vol 4. Córdoba, 1999. Reproduce diferentes artículos en "Estudios", "Varia" y la "Crónica del Conjunto" entre 1992 - 1997. 296 páginas.
- Cuadernos de Madinat al-Zahra, Vol. 5. Córdoba, 2004. Se recogen en este número las Actas de las IV Jornadas de Madínat al-Zahra, Nuevas investigaciones sobre e Califato de Córdoba en "Estudios" y la "Crónica del Conjunto" entre 1998 - 2003. 527 páginas. ISSN 1139-9996